# Nederland op het Eurovisiesongfestival
Nederland is een van de zeven landen die al sinds de eerste editie (1956) deelnemen aan het Eurovisiesongfestival. Alleen België, Duitsland, Frankrijk en het Verenigd Koninkrijk waren nog vaker van de partij. Nederland won de competitie vijf keer.

## Resultaten

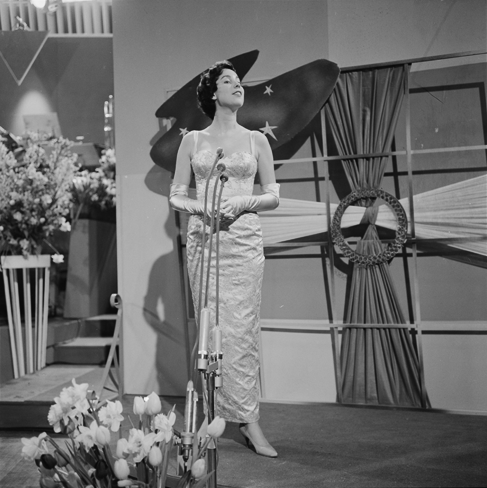
Corry Brokken verdedigt haar titel in 1958, maar eindigt deze keer als laatste

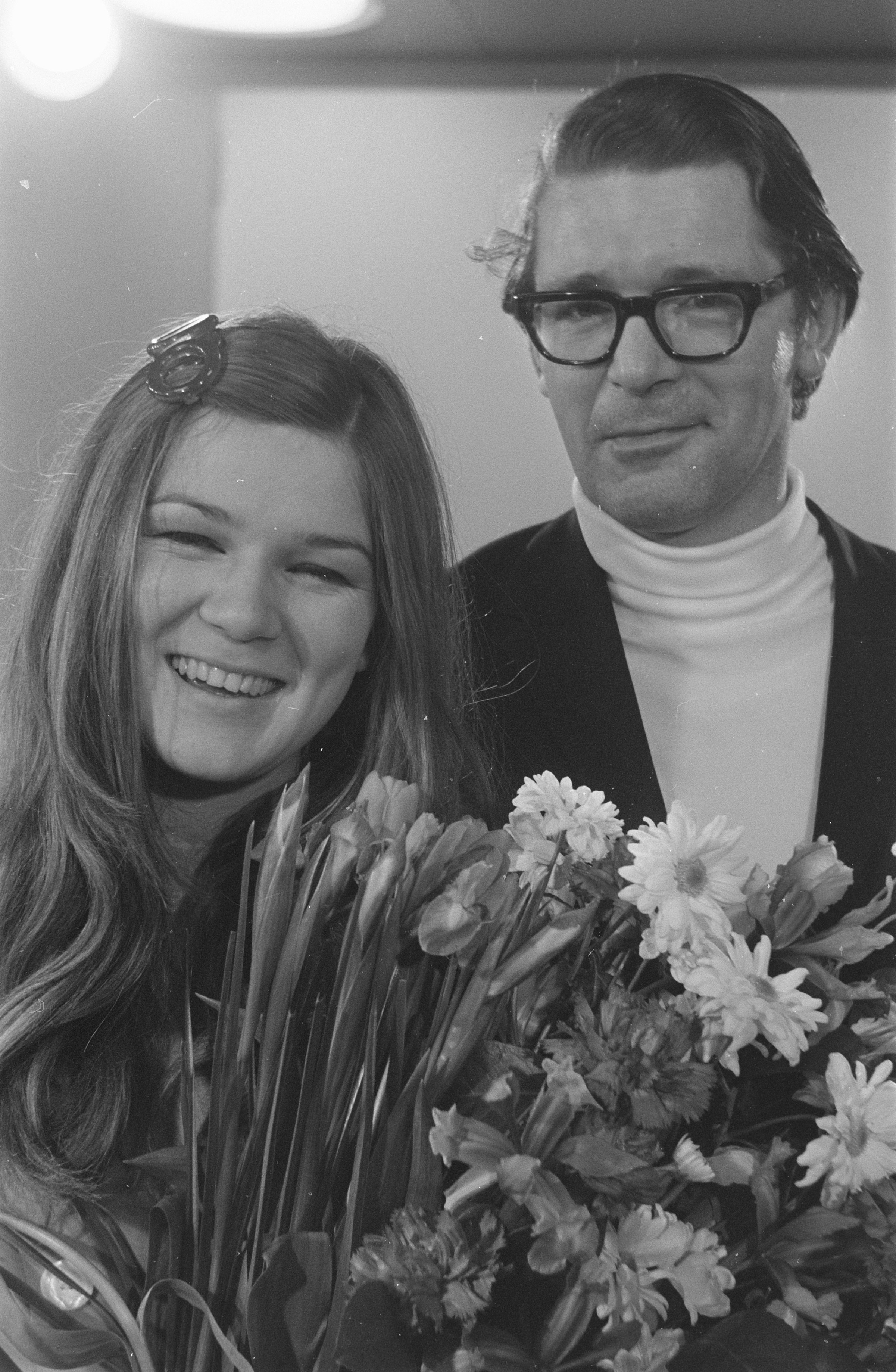
Lenny Kuhr en schrijver David Hartsema na de gedeelde Nederlandse overwinning op het Eurovisiesongfestival 1969

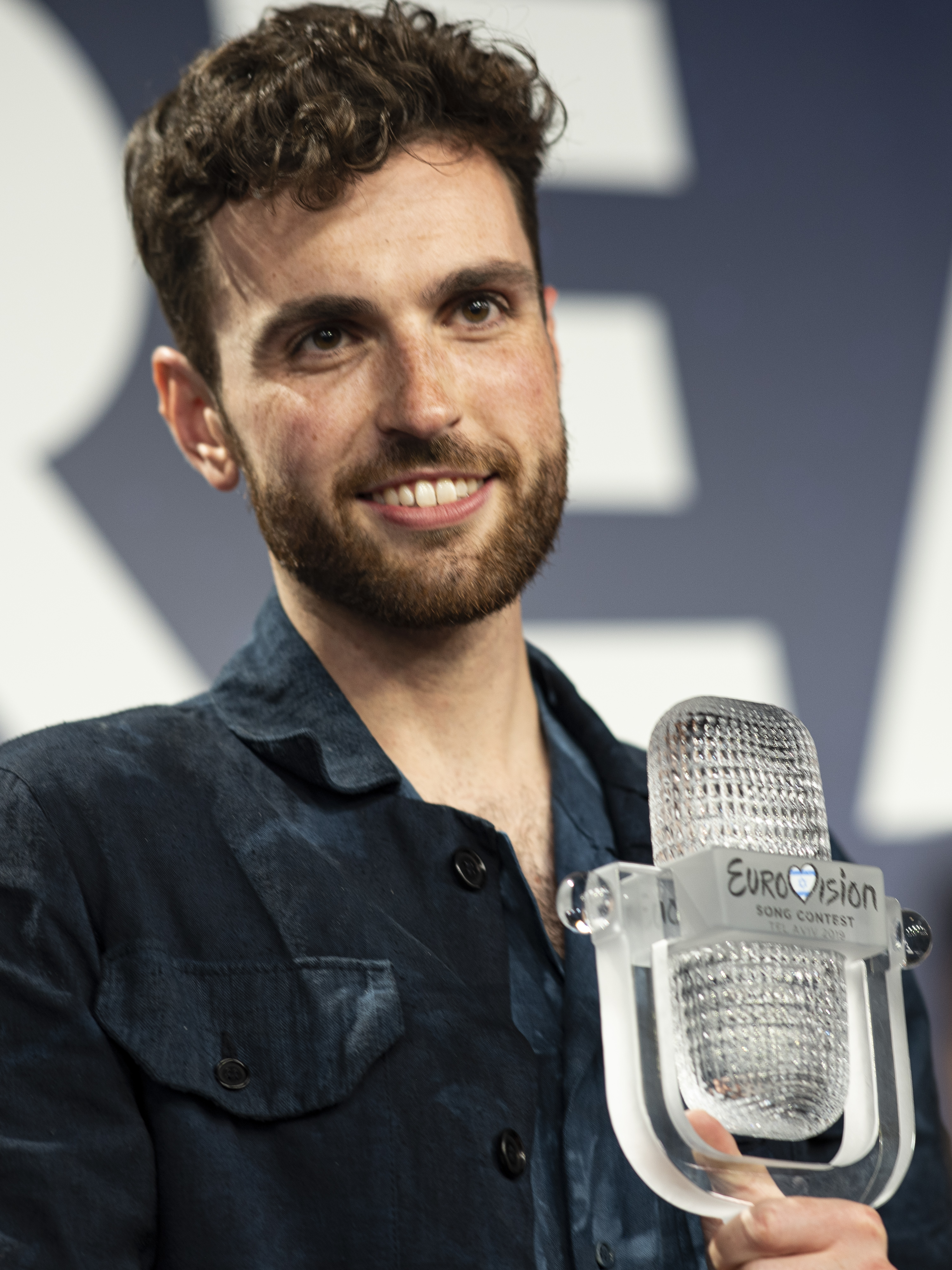
In 2019 won Duncan Laurence het Eurovisiesongfestival met het door hemzelf geschreven en gecomponeerde nummer Arcade

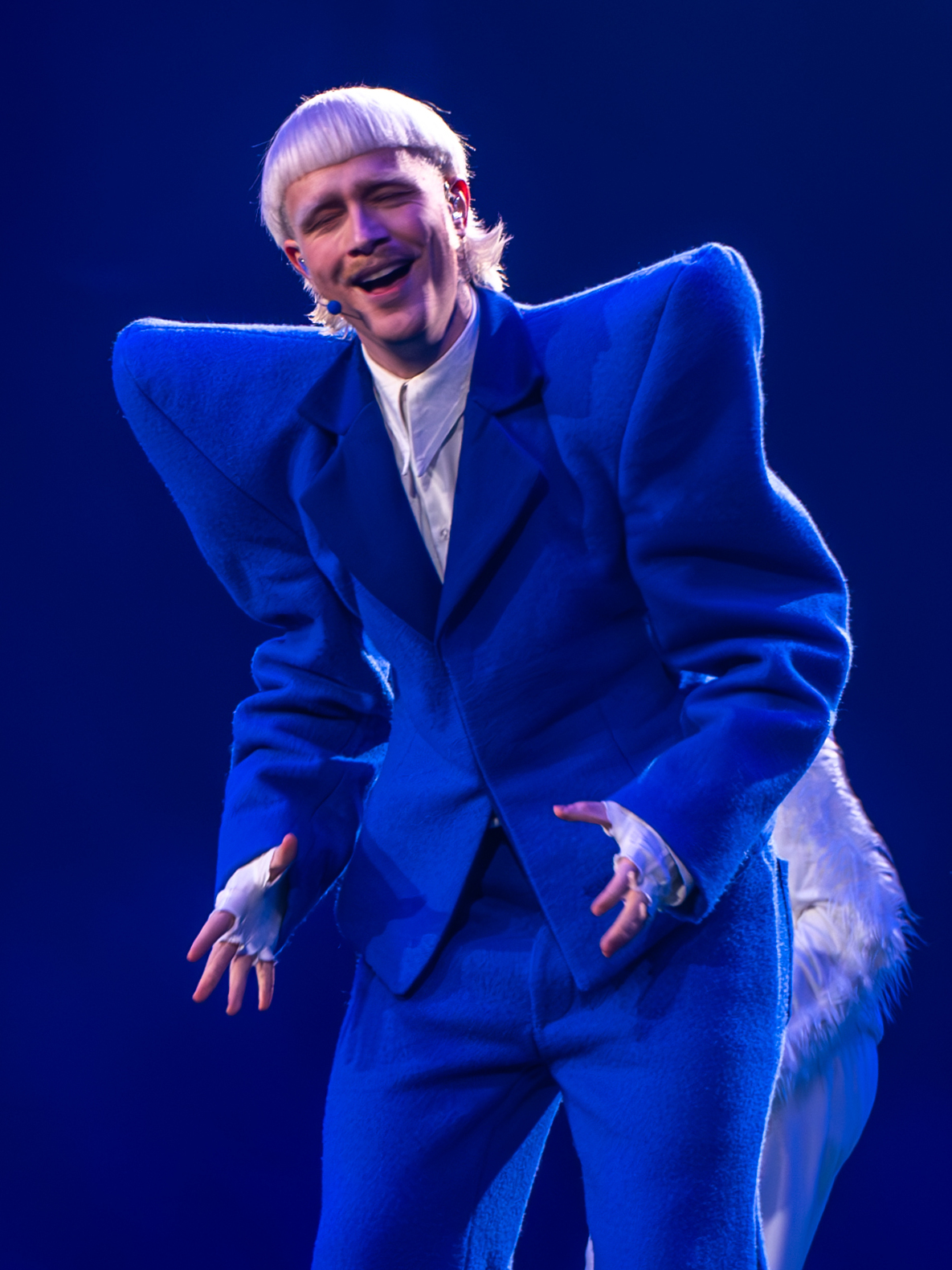
In 2024 gebeurde wat opmerkelijks. Joost Klein werd op de dag van de finale gediskwalificeerd door de EBU.

Door de jaren heen heeft Nederland zeer wisselende resultaten gekend op het songfestival. Vaak eindigden de Nederlandse inzendingen in de middenmoot, met soms een uitschieter naar boven, maar vaker naar beneden toe. Van de 65 deelnames eindigden 26 inzendingen bij de beste tien.
Vijfmaal won Nederland het songfestival: 
- 1957: Corry Brokken – Net als toen
- 1959: Teddy Scholten – 'n Beetje
- 1969: Lenny Kuhr – De troubadour (deze overwinning werd gedeeld met Frankrijk, Spanje en het Verenigd Koninkrijk)
- 1975: Teach-In – Ding-a-dong
- 2019: Duncan Laurence - Arcade

Vijf keer eindigde Nederland helemaal onderaan:
- 1958: Corry Brokken – Heel de wereld
- 1962: De Spelbrekers – Katinka
- 1963: Annie Palmen – Een speeldoos
- 1968: Ronnie Tober – Morgen
- 2011: 3JS – Never alone (halve finale)

Een keer werd Nederland gediskwalificeerd:
- 2024: Joost Klein – Europapa

De Spelbrekers en Annie Palmen waren de enige Nederlandse inzendingen die geen enkel punt kregen. De inzending van de 3JS eindigde als laatste in de tweede halve finale. De inzending van Joost Klein eindigde als tweede in de tweede halve finale en werd gezien als een van de grote kanshebbers, alvorens het werd gediskwalificeerd.

## Geschiedenis

### Jaren 50 en 60
Nederland maakte zijn debuut op het allereerste Eurovisiesongfestival in 1956, gehouden in de Zwitserse stad Lugano. Er mochten twee deelnemers worden afgevaardigd, en voor Nederland werden dit de zangeressen Jetty Paerl en Corry Brokken. Zij zongen ieder een lied, respectievelijk De vogels van Holland en Voorgoed voorbij. Nederland had met De vogels van Holland de eer om als eerste te beginnen en daarmee zong Paerl het allereerste lied ooit op het Eurovisiesongfestival. Onbekend is op welke plaatsen Nederland eindigde; behalve de winnaar (Zwitserland) zijn de resultaten van dit songfestival nooit bekendgemaakt.
Corry Brokken won in 1957 met het nummer Net als toen. Tijdens de puntentelling dat jaar bleef Nederland al vanaf het begin constant aan de leiding en liep het land uiteindelijk ver uit op de rest. Hierdoor mocht Nederland het Eurovisiesongfestival in 1958 voor het eerst organiseren; dit werd uiteindelijk gedaan in Hilversum. In eigen land deed Nederland het echter een stuk minder goed: Brokken mocht voor de derde keer op rij Nederland vertegenwoordigen, maar eindigde deze keer, samen met Luxemburg, op een gedeelde laatste plaats. Het was de eerste keer dat Nederland als laatste eindigde. 
In 1959 won Nederland opnieuw: zangeres Teddy Scholten ging naar Frankrijk toe om Nederland te vertegenwoordigen met het nummer 'n Beetje. Tijdens de puntentelling liep Nederland lange tijd achter op verschillende landen, waaronder het Verenigd Koninkrijk, die als een van de favorieten voor de eindzege werd gezien. Toen Italië echter zeven punten aan Nederland gaf en geen enkel punt aan het Verenigd Koninkrijk, ging Nederland aan kop, maar het bleef spannend wie uiteindelijk de winnaar werd. Toen Frankrijk als laatste land vier van de zeven overgebleven punten aan Nederland gaf, was de tweede zege voor Nederland een feit. Nederland werd hierdoor het eerste land in de geschiedenis van het songfestival dat voor de tweede keer had gewonnen.
In de jaren 60 had Nederland een stuk minder succes op het festival. Tussen 1960 en 1968 haalde het land twee keer maar net de top tien: Greetje Kauffeld met het nummer Wat een dag en Anneke Grönloh met Jij bent mijn leven eindigde in respectievelijk 1961 en 1964 allebei op de tiende plaats. Daarnaast kenden de jaren 60 een absoluut dieptepunt voor Nederland: in 1962, 1963 en 1968 behaalde het land de laatste plaats, waarbij er in 1962 en 1963 zelfs geen enkel punt naar Nederland ging. Toch kenden de jaren 60 één moment van succes voor Nederland: in 1969 ging Lenny Kuhr met het De troubadour naar Spanje om Nederland te vertegenwoordigen. Tijdens de puntentelling van 1969 eindigde Nederland op de eerste plaats met 18 punten, maar moest het de winst delen met Frankrijk, Spanje en het Verenigd Koninkrijk omdat ook deze landen 18 punten behaalden. Desondanks was de derde songfestivalzege binnen voor Nederland en werd er via loting bepaald dat Nederland het Eurovisiesongfestival 1970 mocht organiseren.

### Jaren 70
In eigen huis behaalde Nederland in 1970 een 7e plek met het nummer Waterman van Hearts Of Soul en in 1971 een 6e plek met Tijd van Saskia & Serge. In 1972 eindigden Sandra & Andres met Als het om de liefde gaat namens Nederland op een 4e plek, één punt achter de nummer drie dat jaar: Duitsland. Na een teleurstellende 14e plaats in 1973 kwam Nederland in 1974 sterk terug met I see a star van Mouth & MacNeal. Het nummer won niet door twee belangrijke factoren: ten eerste was 1974 het jaar van de inzending van Zweden (Waterloo van ABBA), waardoor Nederland en alle andere landen sowieso weinig kans leken te maken op de winst, en ten tweede werd de kans op een vierde Nederlandse winst verkleind door de gekkigheid die Mouth & MacNeal op het podium lieten zien, aldus auteur John Kennedy O'Connor, die het boek The Eurovision Song Contest - The Official History schreef. Mouth & MacNeal behaalden desondanks een 3e plaats. In 1975 stuurde Nederland Teach-In met het nummer Ding-a-dong naar Zweden, waar het als eerste van alle nummers mocht optreden. Tijdens de puntentelling stond Nederland in het begin bovenaan maar het werd later, net als in 1959, ingehaald door het Verenigd Koninkrijk en stond lange tijd tweede. Het werd uiteindelijk een nek-aan-nek-race tussen Nederland en het Verenigd Koninkrijk. Toen er nog drie landen hun punten moesten doorgeven, stonden Nederland en het Verenigd Koninkrijk op bijna evenveel punten (respectievelijk 127 tegenover 120 punten). Zowel Spanje als Zweden gaven hun 12 punten aan Nederland en toen Italië als laatste land hun punten moest doorgeven, stond Nederland op 151 punten tegenover het Verenigd Koninkrijk met 135 punten. Hiermee won Nederland het Eurovisiesongfestival voor de vierde keer, en 1975 was bijna 45 jaar lang de laatste editie dat Nederland won. Tijdens de tweede helft van de jaren 70 was Nederland minder succesvol, met een 9e plaats thuis in 1976 als beste resultaat. Van 1977 tot 1979 behaalde Nederland respectievelijk de 12e, 13e en 12e plek.

### Jaren 80
De jaren 80 waren voor Nederland op het Eurovisiesongfestival niet al te succesvol: in 1980 vond het songfestival in Den Haag plaats, omdat Israël, die in 1978 en 1979 won, een nationale feestdag had op de dag van het festival. Het is tot nu de enige keer dat een land na haar overwinning zelf niet meedoet. Dus werd Nederland als gastland aangewezen. Thuis behaalde Maggie MacNeal, die in 1974 nog 3e werd, een 5e plek met Amsterdam, tot dan toe de beste plaats die Nederland in de jaren 80 had behaald. Deze plaats werd in 1987 geëvenaard door Marcha met Rechtop in de wind, die in België ook op een 5e plek eindigde. Verder werd er voor Nederland nog een 7e plek in 1983 behaald door Bernadette en een 9e plek in 1988 door Gerard Joling met Shangri-la, maar verder verscheen Nederland niet in de top 10, met een 16e plaats in 1982 als slechtste resultaat dat decennium. In 1989 stond Nederland nog op een gedeelde eerste plek bij de bookmakers met het nummer Blijf zoals je bent van Justine Pelmelay, maar een onzuivere noot op het einde gooide roet in het eten en Nederland eindigde dat jaar op de 15e plek. In 1985 deed Nederland niet mee op het Eurovisiesongfestival, noch werd het evenement die avond in Nederland uitgezonden, omdat het dat jaar plaatsvond op 4 mei, terwijl in Nederland op die datum de Nationale Dodenherdenking plaatsvond. 

### Jaren 90
Nederland kende wisselend succes in de jaren 90. Het land begon in 1990 nog slecht met een 15e plek. Toen Nederland het Eurovisiesongfestival 1991 oversloeg omdat het weer op 4 mei plaatsvond, kwam het land in 1992 terug en eindigde het op een 9e plek. In 1993 kwam Nederland met een sterke inzending die kans maakte op de winst: Ruth Jacott werd naar Ierland gestuurd met haar catchy uptempo nummer Vrede. Omdat het camerawerk mislukte en het licht te fel in de camera verscheen, werd Jacott 'maar' 6e. Desondanks kreeg ze toch nog 12 punten van de Ierse jury. In 1994 ging Willeke Alberti met Waar is de zon namens Nederland naar het Eurovisiesongfestival, maar behaalde een zeer teleurstellende 24e plek. Dankzij dit slechte resultaat mocht Nederland in 1995 niet deelnemen. In 1996 zorgde Maxine & Franklin Brown nog voor een 7e plek, maar in 1997 ging het al weer mis met een 22e plek voor Nederland. In 1998 had Nederland opnieuw kans om te winnen: Edsilia Rombley ging naar het Verenigd Koninkrijk met het nummer Hemel en aarde, waar ze bij de bookmakers voor korte tijd eerste stond. Ze werd echter 4e, maar behaalde toch het beste resultaat voor Nederland in de jaren 90.

### Jaren 00
Na de 8e plaats van Marlayne met het lied One good reason in 1999 kwam er een periode waarin de Nederlandse inzendingen eerst nog matig succes boekten, maar daarna ronduit slechte resultaten behaalden. In 2000 werd het Eurovisiesongfestival in Nederland vooral overschaduwd door de vuurwerkramp in Enschede, waarbij 23 doden vielen en een hele woonwijk van de kaart werd geveegd. Als gevolg gaf Nederland alleen jurypunten door en werd er bij eventuele winst van Nederland geen optreden meer in de zaal gegeven na de puntentelling. In 2001 werd Michelle met Out on my own 18e namens Nederland, waardoor het land in 2002 verplicht thuis moest blijven. In 2003 had Nederland weer eens kans op hoog te eindigen met het nummer One more night van Esther Hart, maar eindigde later op een ietwat teleurstellende 13e plek. Toen er in 2004 nog meer landen meededen met het Eurovisiesongfestival, werden de halve finales geïntroduceerd en moesten Nederland en alle andere landen zich eerst zien te kwalificeren om pas in de finale deel te nemen. Re-union kwalificeerden zich met Without you namens Nederland de allereerste keer sinds het systeem werd geïntroduceerd (het land eindigde bij de beste tien landen op de 6e plek), maar strandde in de finale op de 20e plek.
Vanaf 2005 ging het met Nederland op het Eurovisiesongfestival snel bergafwaarts: tussen 2005 en 2009 was het land niet in staat om zich te kwalificeren voor de finale.

### Jaren 10
Aan het eind van de jaren 00 en toen de jaren 10 aantraden was de populariteit van het songfestival in Nederland inmiddels gedaald tot een dieptepunt. In 2009 werd na een onderzoek van EenVandaag duidelijk dat 67 procent van de Nederlanders niet wilde dat hun land in 2010 nog deel zou nemen aan het Eurovisiesongfestival. Toen Nederland zich in 2012 voor de achtste keer op rij niet wist te kwalificeren, kwamen uit polls van Omroep Brabant en Zeelandnet.nl, allebei van 25 mei 2012, het resultaat dat ook hier de meerderheid er voor was dat Nederland moest stoppen met het songfestival: bij de poll van Omroep Brabant was het aantal mensen dat wilde stoppen zelfs 95 procent. Een belangrijke, veelgehoorde reden in Nederland waarom het land zich de afgelopen jaren niet wist te kwalificeren, was dat Oost-Europese landen altijd elkaar punten geven en hun punten baseren op de relatie met een land i.p.v. een nummer. Dat de meeste winnaars in de jaren 00 van niet al te hoge kwaliteit waren, was nog een reden voor Nederland om niet meer mee te doen.
De negatieve reeks resultaten werd beëindigd door zangeres Anouk, die Nederland in 2013 met het lied Birds in de finale bracht. Daar eindigde zij met 114 punten op een 9e plaats. Hiermee bracht Anouk een omkeer teweeg in de publieke opinie over het Eurovisiesongfestival.
Aangemoedigd door het succes van Anouk deden Ilse DeLange en Waylon in 2014 mee als de formatie The Common Linnets met het lied Calm after the storm. Ook zij wisten een finaleplaats te halen en veroverden in de finale de 2e plaats: het beste resultaat voor Nederland sinds 1975 en met 238 punten tevens het hoogste puntentotaal ooit behaald door een Nederlandse inzending, totdat dit record werd verbroken door Duncan Laurence in 2019, die dit puntentotaal meer dan verdubbelde. In 2015 slaagde zangeres Trijntje Oosterhuis met het lied Walk along er niet in om het succes voort te zetten: zij strandde in de halve finale. Douwe Bob behaalde in 2016 weer een finaleplaats. Met Slow down behaalde hij in de finale 153 punten en eindigde op de 11e plaats. De Nederlandse deelnemer van 2017, meidengroep OG3NE, behaalde met het nummer Lights and shadows eveneens de finale  en werden ook 11e. In 2018 deed Waylon opnieuw mee, dit keer als soloartiest. Met Outlaw in 'em werd hij 18e met 121 punten.
In 2019 werd Nederland vertegenwoordigd door Duncan Laurence met het nummer Arcade. Nadat het nummer begin maart bekend werd gemaakt, kwam Laurence op de 1e positie te staan bij de bookmakers en bleef van begin tot eind bovenaan staan in de (meeste) peilingen. Tijdens de finale stond Laurence bij de bookmakers met een monstervoorsprong voor op de nummers twee en drie (Italië en Zwitserland). Tijdens de puntentelling van de jury's kreeg Nederland als eerste land die avond 12 punten (van Portugal), maar gelijk daarna deed Nederland het een stuk minder goed bij de jury's dan vooraf werd verwacht: op een gegeven moment stond Laurence zelfs zesde tijdens de puntentelling. Aan het einde kreeg Nederland toch weer een aantal keer 12 punten en stond het land, nadat alle jurypunten verdeeld waren, op de derde plaats, achter Zweden en Noord-Macedonië. Toen de televoters 261 punten aan Nederland gaven, stond het land weer bovenaan. Toen Noord-Macedonië tegenvallend scoorde bij de televoters (58 punten tegenover 237 punten bij de jury's), kon alleen nog Zweden de mogelijke vijfde songfestivalzege van Nederland tegenhouden: het land had 253 punten nodig om van Nederland te winnen. Na een bloedstollende spanning kreeg Zweden echter maar 93 punten, waardoor Laurence het festival won met 498 punten en de eerste Nederlandse winnaar van het Eurovisiesongfestival werd sinds de overwinning van Teach-In in 1975.

### Jaren 20
De jaren 20 zouden starten met een Eurovisiesongfestival, georganiseerd in Ahoy Rotterdam. Het festival werd evenwel afgelast vanwege de uitbraak van de coronapandemie. Het was voor het eerst in de geschiedenis van het Eurovisiesongfestival dat een festival werd afgelast. Het Nederlandse productieteam organiseerde echter wel een alternatieve show om de artiesten en liedjes te eren, Eurovision: Europe Shine a Light. Aan het eind van deze uitzending werd aangekondigd dat de eerstvolgende editie van het festival alsnog in Ahoy Rotterdam zou zijn. De presentatoren voor de nieuwe editie zijn dezelfde als die van de alternatieve show uit 2020: Chantal Janzen, Edsilia Rombley, Jan Smit en Nikkie de Jager; laatstgenoemde was oorspronkelijk aangesteld als de gastvrouw van het onlinegedeelte van de show.
Jeangu Macrooy zou op de afgelaste editie van 2020 Nederland vertegenwoordigen met het nummer Grow. Door AVROTROS werd al snel naar buiten gebracht dat tijdens het festival in 2021 Macrooy alsnog aan mag treden. Er kwam echter wel een nieuw nummer voor 2021, genaamd Birth of a new age, omdat de nummers van 2020 niet meer werden toegestaan. Op het festival haalde het nummer de 23e plaats, van de 26 landen.
In 2022 vertegenwoordigde S10 Nederland op het Eurovisiesongfestival met het nummer De diepte. Ze behaalde de elfde plaats in de finale. Het was de eerste keer sinds 2010 dat een lied in het Nederlands op het Eurovisiesongfestival te horen was, en de eerste keer sinds 1998 dat een lied in de Nederlandse taal in een Eurovisiefinale te horen was. In 2023 vertegenwoordigde het duo Dion Cooper en Mia Nicolai Nederland met hun nummer Burning Daylight. Ze haalden de finale niet. Dit markeerde de eerste keer in acht jaar dat Nederland de finale niet haalde, nadat het Trijntje Oosterhuis in 2015 niet lukte om een plek in de finale te bemachtigen.
In 2024 vertegenwoordigde Joost Klein Nederland op het Eurovisiesongfestival met het nummer Europapa. Hij had na de tweede halve finale een incident met een cameravrouw, waarna door haar een klacht wegens bedreiging tegen Klein werd ingediend. Vanwege het onderzoek besloot de EBU Klein te diskwalificeren. Het was de eerste keer ooit dat een deelnemer tijdens het Eurovisiesongfestival gediskwalificeerd werd.
Claude kwam met het nummer C'est la vie uit voor Nederland tijdens de editie van 2025. Hij werd in de finale vijfde bij de stemming van de jury's en bij de televoting kwam hij op een gedeelde vijftiende plek, wat uiteindelijk resulteerde in de twaalfde positie.

### Taal
Lange tijd was het voor de deelnemende landen op het Eurovisiesongfestival verplicht om in de eigen taal te zingen. Veruit de meeste Nederlandse inzendingen zijn dan ook vertolkt in het Nederlands. Tussen 1974 en 1976 bestond er een vrije taalregel en kozen de Nederlandse deelnemers voor het Engels. Sinds de vrije taalregel in 1999 heringevoerd werd, heeft Nederland steeds Engelstalige liedjes naar het songfestival gestuurd, met uitzondering van 2010, 2022 en 2024 toen er opnieuw voor een Nederlandstalig liedje werd gekozen. In 2006 bestond het lied Amambanda van Treble uit een combinatie van Engels en kunsttaal. In 2021 bevatte het lied behalve Engels ook regels in het Sranantongo. In 2024 werden ook enkele zinnen in het Engels, Duits en Italiaans gezonden. Het lied van 2025 was deels Engels en deels Frans.
In 1974, 1975, 2007 en 2011 werd via het Nationaal Songfestival gekozen voor een Nederlandstalige inzending, maar traden de deelnemers op het Eurovisiesongfestival aan met een Engelstalige versie.

### Songfestivals zonder Nederland
Nederland heeft praktisch altijd meegedaan aan het Eurovisiesongfestival. Slechts vier keer was Nederland er niet bij. In 1985 en 1991 nam Nederland niet deel aan het Eurovisiesongfestival omdat het evenement werd gehouden op 4 mei, de dag waarop in Nederland de Nationale Dodenherdenking plaatsvindt. Het werd niet passend geacht op deze datum ook verwikkeld te zijn in een wedstrijd voor amusementsmuziek. In 1991 nam Malta de plek van Nederland over. Dit was voor hen aanleiding om vaker mee te doen. In 1995 en 2002 moest Nederland noodgedwongen thuisblijven vanwege een te lage score in het jaar ervoor. Sinds in 2004 de halve finale is ingevoerd, kan ieder land elk jaar meedoen. Van 2005 tot en met 2012 en in 2015 en 2023 bereikte Nederland de finale niet. In 2024 werd Nederland op de dag van de finale gediskwalificeerd. Of Nederland in de toekomst weer deel zal nemen aan het festival was in eerste instantie onduidelijk. De AVROTROS had kenbaar gemaakt niet deel te willen nemen, tenzij er structurele veranderingen een het festival worden gemaakt. Op 23 oktober 2024 maakte de AVROTROS bekend dat Nederland in 2025 weer zou deelnemen. 

### Marcel Bezençon Awards
Sinds 2002 worden jaarlijks de Marcel Bezençon Awards uitgereikt, vernoemd naar de bedenker van het Eurovisiesongfestival. Er worden prijzen in vier categorieën uitgereikt: 
- Press Award
- Artistic Award
- Composer Award
- Commentator’s Vote (sinds 2010)
Nederland wist tot nog toe vier van deze Awards te winnen.
| Jaar | Artiest            | Lied                 | Prijs          |
| ---- | ------------------ | -------------------- | -------------- |
| 2003 | Esther Hart        | One more night       | Artistic Award |
| 2014 | The Common Linnets | Calm after the storm | Artistic Award |
| 2014 | The Common Linnets | Calm after the storm | Composer Award |
| 2019 | Duncan Laurence    | Arcade               | Press Award    |

### Bijzonderheden
- Corry Brokken en Sandra Reemer zijn ieder drie keer voor Nederland uitgekomen en zijn daarmee recordhouder. Brokken deed dat drie keer achter elkaar (1956 t/m 1958), terwijl Reemer nog een vierde keer op het Eurovisiepodium stond: in 1983 was ze achtergrondzangeres voor Sing me a song van Bernadette.
- Het allereerste songfestivalliedje ooit was een Nederlandse inzending. Jetty Paerl opende namelijk namens Nederland het allereerste songfestival in 1956 met haar liedje De vogels van Holland. De resultaten van het songfestival van 1956 zijn overigens nooit bekendgemaakt.
- Anneke Grönloh was in 1964 namens Nederland de eerste Aziatische deelnemer die op het songfestival aantrad.
- Milly Scott was in 1966 namens Nederland de eerste zwarte deelnemer die op het songfestival aantrad.
- Corry Brokken is de enige artiest die op het songfestival de eerste en de laatste plaats wist te behalen, in respectievelijk 1957 en 1958.
- In 1970 had Nederland de meidengroep Hearts of Soul afgevaardigd, maar omdat het songfestivalreglement nog niet voorzag in optredende groepen, werd de groepsnaam voor het festival tijdelijk veranderd in "Patricia en The Hearts of Soul".
- In totaal heeft Nederland zes keer het songfestival geopend. Naast het eerste songfestival in 1956 gebeurde dat ook in 1965, 1967, 1970, 1975 en 2001.
- In 2000 werd de rechtstreekse uitzending van het Eurovisiesongfestival in Nederland afgebroken voor de berichtgeving rondom de vuurwerkramp in Enschede. De televoting kon hierdoor niet plaatsvinden, waardoor de Nederlandse punten gegeven moesten worden door een vakjury. Het jaar daarop, vlak voor de editie van 2001, werd de show alsnog integraal uitgezonden.
- In 2024 werd Joost Klein gediskwalificeerd tijdens het evenement nadat een medewerkster van het songfestival een klacht tegen hem had ingediend omdat hij haar zou hebben bedreigd.[17]

## Nederlandse deelnames
| Jaar | Artiest                   | Titel                        | Fin. | Ptn. | Semi | Ptn. | Taal                  |
| ---- | ------------------------- | ---------------------------- | ---- | ---- | ---- | ---- | --------------------- |
| 1956 | Jetty Paerl               | De vogels van Holland        | ?    | ?    |      |      | Nederlands            |
| 1956 | Corry Brokken             | Voorgoed voorbij             | ?    | ?    |      |      | Nederlands            |
| 1957 | Corry Brokken             | Net als toen                 | 1    | 31   |      |      | Nederlands            |
| 1958 | Corry Brokken             | Heel de wereld               | 9    | 1    |      |      | Nederlands            |
| 1959 | Teddy Scholten            | 'n Beetje                    | 1    | 21   |      |      | Nederlands            |
| 1960 | Rudi Carrell              | Wat een geluk                | 12   | 2    |      |      | Nederlands            |
| 1961 | Greetje Kauffeld          | Wat een dag                  | 10   | 6    |      |      | Nederlands            |
| 1962 | De Spelbrekers            | Katinka                      | 13   | 0    |      |      | Nederlands            |
| 1963 | Annie Palmen              | Een speeldoos                | 13   | 0    |      |      | Nederlands            |
| 1964 | Anneke Grönloh            | Jij bent mijn leven          | 10   | 2    |      |      | Nederlands            |
| 1965 | Conny Vandenbos           | 't Is genoeg                 | 11   | 5    |      |      | Nederlands            |
| 1966 | Milly Scott               | Fernando en Filippo          | 15   | 2    |      |      | Nederlands            |
| 1967 | Thérèse Steinmetz         | Ring-dinge-ding              | 14   | 2    |      |      | Nederlands            |
| 1968 | Ronnie Tober              | Morgen                       | 16   | 1    |      |      | Nederlands            |
| 1969 | Lenny Kuhr                | De troubadour                | 1    | 18   |      |      | Nederlands            |
| 1970 | Hearts Of Soul            | Waterman                     | 7    | 7    |      |      | Nederlands            |
| 1971 | Saskia & Serge            | Tijd                         | 6    | 85   |      |      | Nederlands            |
| 1972 | Sandra & Andres           | Als het om de liefde gaat    | 4    | 106  |      |      | Nederlands            |
| 1973 | Ben Cramer                | De oude muzikant             | 14   | 69   |      |      | Nederlands            |
| 1974 | Mouth & MacNeal           | I see a star                 | 3    | 15   |      |      | Engels                |
| 1975 | Teach-In                  | Ding-a-dong                  | 1    | 152  |      |      | Engels                |
| 1976 | Sandra Reemer             | The party's over             | 9    | 56   |      |      | Engels                |
| 1977 | Heddy Lester              | De mallemolen                | 12   | 35   |      |      | Nederlands            |
| 1978 | Harmony                   | 't Is O.K.                   | 13   | 37   |      |      | Nederlands            |
| 1979 | Xandra                    | Colorado                     | 12   | 51   |      |      | Nederlands            |
| 1980 | Maggie MacNeal            | Amsterdam                    | 5    | 93   |      |      | Nederlands            |
| 1981 | Linda Williams            | Het is een wonder            | 9    | 51   |      |      | Nederlands            |
| 1982 | Bill van Dijk             | Jij en ik                    | 16   | 8    |      |      | Nederlands            |
| 1983 | Bernadette                | Sing me a song               | 7    | 66   |      |      | Nederlands            |
| 1984 | Maribelle                 | Ik hou van jou               | 13   | 34   |      |      | Nederlands            |
| 1986 | Frizzle Sizzle            | Alles heeft ritme            | 13   | 40   |      |      | Nederlands            |
| 1987 | Marcha                    | Rechtop in de wind           | 5    | 83   |      |      | Nederlands            |
| 1988 | Gerard Joling             | Shangri-la                   | 9    | 70   |      |      | Nederlands            |
| 1989 | Justine Pelmelay          | Blijf zoals je bent          | 15   | 45   |      |      | Nederlands            |
| 1990 | Maywood                   | Ik wil alles met je delen    | 15   | 25   |      |      | Nederlands            |
| 1992 | Humphrey Campbell         | Wijs me de weg               | 9    | 67   |      |      | Nederlands            |
| 1993 | Ruth Jacott               | Vrede                        | 6    | 92   |      |      | Nederlands            |
| 1994 | Willeke Alberti           | Waar is de zon               | 23   | 4    |      |      | Nederlands            |
| 1996 | Maxine & Franklin Brown   | De eerste keer               | 7    | 78   |      |      | Nederlands            |
| 1997 | Mrs. Einstein             | Niemand heeft nog tijd       | 22   | 5    |      |      | Nederlands            |
| 1998 | Edsilia Rombley           | Hemel en aarde               | 4    | 150  |      |      | Nederlands            |
| 1999 | Marlayne                  | One good reason              | 8    | 71   |      |      | Engels                |
| 2000 | Linda Wagenmakers         | No goodbyes                  | 13   | 40   |      |      | Engels                |
| 2001 | Michelle                  | Out on my own                | 18   | 16   |      |      | Engels                |
| 2003 | Esther Hart               | One more night               | 13   | 45   |      |      | Engels                |
| 2004 | Re-union                  | Without you                  | 20   | 11   | 6    | 146  | Engels                |
| 2005 | Glennis Grace             | My impossible dream          | X    | X    | 14   | 53   | Engels                |
| 2006 | Treble                    | Amambanda                    | X    | X    | 20   | 23   | Verzonnen en Engels   |
| 2007 | Edsilia Rombley           | On top of the world          | X    | X    | 21   | 38   | Engels                |
| 2008 | Hind                      | Your heart belongs to me     | X    | X    | 13   | 27   | Engels                |
| 2009 | De Toppers                | Shine                        | X    | X    | 17   | 11   | Engels                |
| 2010 | Sieneke                   | Ik ben verliefd (sha-la-lie) | X    | X    | 14   | 29   | Nederlands            |
| 2011 | 3JS                       | Never alone                  | X    | X    | 19   | 13   | Engels                |
| 2012 | Joan Franka               | You and me                   | X    | X    | 15   | 35   | Engels                |
| 2013 | Anouk                     | Birds                        | 9    | 114  | 6    | 75   | Engels                |
| 2014 | The Common Linnets        | Calm after the storm         | 2    | 238  | 1    | 150  | Engels                |
| 2015 | Trijntje Oosterhuis       | Walk along                   | X    | X    | 14   | 33   | Engels                |
| 2016 | Douwe Bob                 | Slow down                    | 11   | 153  | 5    | 197  | Engels                |
| 2017 | OG3NE                     | Lights and shadows           | 11   | 150  | 4    | 200  | Engels                |
| 2018 | Waylon                    | Outlaw in 'em                | 18   | 121  | 7    | 174  | Engels                |
| 2019 | Duncan Laurence           | Arcade                       | 1    | 498  | 1    | 280  | Engels                |
| 2021 | Jeangu Macrooy            | Birth of a new age           | 23   | 11   | X    | X    | Engels en Sranantongo |
| 2022 | S10                       | De diepte                    | 11   | 171  | 2    | 221  | Nederlands            |
| 2023 | Mia Nicolai & Dion Cooper | Burning daylight             | X    | X    | 13   | 7    | Engels                |
| 2024 | Joost Klein               | Europapa                     | X    | X    | 2    | 182  | Nederlands            |
| 2025 | Claude                    | C'est la vie                 | 12   | 175  | 3    | 121  | Frans en Engels       |
| 2026 |                           |                              |      |      |      |      |                       |

| Kleur | Betekenis      |
| ----- | -------------- |
|       | Eerste plaats  |
|       | Tweede plaats  |
|       | Derde plaats   |
|       | Laatste plaats |
|       | Gastland       |

## Het songfestival op Nederlandse bodem
Het Eurovisiesongfestival heeft vijf keer in Nederland plaatsgevonden:
1958, Hilversum
De regel dat een winnend land het songfestival van het jaar erop mag organiseren, was voor het eerst van kracht in 1958. In dat jaar nam Nederland de organisatie op zich als gevolg van de overwinning in 1957. Het festijn vond op 12 maart plaats in de AVRO-studio's in Hilversum en werd gepresenteerd door Hannie Lips.
1970, Amsterdam
Nederland was in 1969 een van de vier winnende landen, naast Frankrijk, gastland Spanje en het Verenigd Koninkrijk. Er werd geloot tussen Frankrijk en Nederland; het Verenigd Koninkrijk had het evenement in 1968 al georganiseerd en Spanje wilde niet twee keer achter elkaar. Het festival ging uiteindelijk naar Amsterdam. Op 21 maart was het RAI Congrescentrum decor van dit festival. De presentatie was in handen van Willy Dobbe.
1976, Den Haag
In 1976 keerde het songfestival terug naar Nederlandse bodem nadat Teach-In in 1975 voor Nederland het festijn had gewonnen. Het vond plaats op 3 april in het Congresgebouw in Den Haag. Voormalig winnares Corry Brokken nam de presentatie op zich. Teach In-zangeres Getty Kaspers reikte aan het eind van de avond de prijs uit aan de winnaars.
1980, Den Haag
De vierde keer dat het songfestival in Nederland heeft plaatsgevonden was in 1980. De winnaar van 1979, Israël, zag van de organisatie af omdat het festival aldaar zou plaatsvinden op een nationale rouwdag. Ook de nummers twee en drie van 1979, Spanje en het Verenigd Koninkrijk, bedankten voor de eer. Uiteindelijk nam Nederland de organisatie op zich. Het Haagse Congresgebouw werd wederom het decor en de presentatie was in handen van Marlous Fluitsma.
2021, Rotterdam
Nadat Nederland in 2019 het songfestival won met Duncan Laurence, had Nederland de eer om het festival in 2020 te organiseren. Echter gooide de coronapandemie dat jaar roet in het eten. In 2021 kon het songfestival wel doorgaan, zij het met de nodige voorzorgsmaatregelen. Ahoy Rotterdam was het decor van het songfestival van dat jaar. De presentatie was in handen van Chantal Janzen, Jan Smit, Edsilia Rombley en Nikkie de Jager.
Verder is er driemaal sprake van geweest dat Nederland het festival zou organiseren:
- Omdat Nederland in 1959 opnieuw het festival won, kreeg het in 1960 wederom de organisatie toegewezen. De NTS deed hier echter afstand van omdat de productiekosten te hoog zouden zijn. Het songfestival ging daarom naar het land dat in 1959 als tweede was geëindigd, het Verenigd Koninkrijk.
- In 2001 werd het Eurovisiesongfestival gewonnen door Estland, maar dit land gaf aan niet over de financiële middelen en de technische kennis te beschikken het festival in 2002 te organiseren. Hierop toonde Nederland interesse om het festival op zich te nemen. Dat was opvallend, aangezien Nederland in 2002 zelf niet mocht meedoen. Uiteindelijk werd het festival toch in Estland gehouden.
- Nederland zou het Eurovisiesongfestival 2020 organiseren, na de overwinning een jaar eerder van Duncan Laurence. Rotterdam was geselecteerd als gaststad. Het festival werd echter twee maanden voor aanvang afgelast vanwege de uitbraak van de coronapandemie.

### Eurovision in Concert

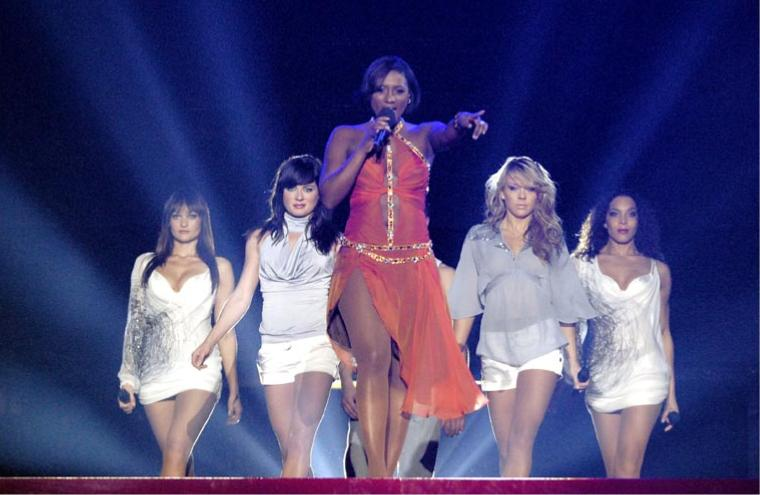
Edsilia Rombley zingt On top of the world tijdens een openingsfeest van het Songfestival in 2007

Eurovision in Concert is een evenement dat ieder jaar gehouden wordt in de periode voorafgaand aan het songfestival. Verschillende songfestivaldeelnemers van het betreffende jaar komen dan naar Amsterdam om met elkaar kennis te maken en er op te treden met hun inzending. De eerste editie vond plaats in 2009, naar aanleiding van de vijftigste deelname van Nederland aan het Eurovisiesongfestival. In 2013 was de Nederlandse act zelf opvallend genoeg niet aanwezig. In 2017 telde het evenement een recordaantal van 34 deelnemers.
In 2020 en 2021 werd Eurovision in Concert afgelast vanwege de coronapandemie. 
| Jaar | Plaats    | Zaal         | Presentatie                                |
| ---- | --------- | ------------ | ------------------------------------------ |
| 2009 | Amsterdam | Marcanti     | Cornald Maas, Marga Bult en Maggie MacNeal |
| 2010 | Westzaan  | Lexion Venue | Cornald Maas en Marga Bult                 |
| 2011 | Amsterdam | Club Air     | Cornald Maas, Esther Hart en Sascha Korf   |
| 2012 | Amsterdam | Melkweg      | Cornald Maas en Ruth Jacott                |
| 2013 | Amsterdam | Melkweg      | Marlayne Sahupala en Linda Wagenmakers     |
| 2014 | Amsterdam | Melkweg      | Cornald Maas en Sandra Reemer              |
| 2015 | Amsterdam | Melkweg      | Cornald Maas en Edsilia Rombley            |
| 2016 | Amsterdam | Melkweg      | Cornald Maas en Hera Björk                 |
| 2017 | Amsterdam | Melkweg      | Cornald Maas en Selma Björnsdóttir         |
| 2018 | Amsterdam | AFAS Live    | Cornald Maas en Edsilia Rombley            |
| 2019 | Amsterdam | AFAS Live    | Cornald Maas en Marlayne Sahupala          |
| 2022 | Amsterdam | AFAS Live    | Cornald Maas en Edsilia Rombley            |
| 2023 | Amsterdam | AFAS Live    | Cornald Maas en Hila Noorzai               |
| 2024 | Amsterdam | AFAS Live    | Cornald Maas en Charlotte Perrelli         |
| 2025 | Amsterdam | AFAS Live    | Cornald Maas en Stefania Liberakakis       |

### Songfestival Sing Along
In mei 2015 werd er ter ere van 60 jaar Eurovisiesongfestival een Songfestival Sing Along gehouden in de Ziggo Dome, waarbij er meegezongen kon worden met verschillende Nederlandse inzendingen en internationale deelnemers uit het verleden. Optredens werden verzorgd door onder meer Edsilia Rombley, Ruth Jacott, Marlayne Sahupala, Lenny Kuhr, Johnny Logan, Brotherhood of Man, Alexander Rybak en Emmelie de Forest.

### Het Grote Songfestivalfeest
Sinds 2019 wordt in de Ziggo Dome het Grote Songfestivalfeest georganiseerd. Hier treden de beste artiesten uit het Eurovisiesongfestival op met hun liedjes.

## Nationaal Songfestival

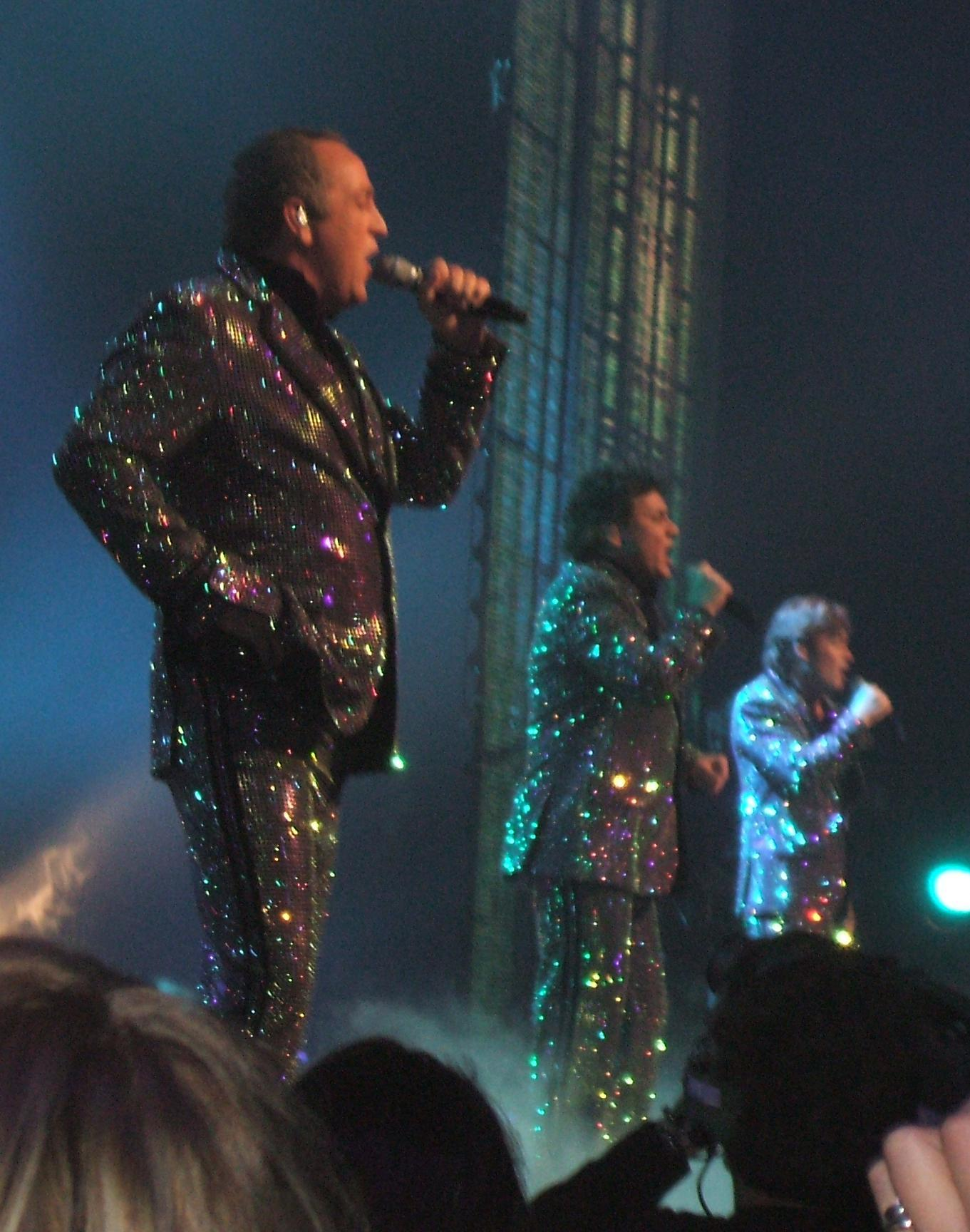
De Toppers tijdens het Nationaal Songfestival 2009

Het Nationaal Songfestival (afgekort NSF) is het Nederlandse concept om de kandidaat voor het Eurovisiesongfestival aan te duiden. Het werd voor het eerst gehouden in 1956, toen de zeven deelnemende landen aan het allereerste songfestival door de EBU werden verplicht om een nationale voorronde te organiseren. In dat eerste jaar mocht behalve het winnende lied ook de nummer twee naar het Eurovisiesongfestival. Winnares Corry Brokken en nummer twee Jetty Paerl werden de eersten die Nederland op het Eurovisiesongfestival mochten vertegenwoordigen.
Door de jaren heen heeft het Nationaal Songfestival vele formats gekend. Vaak werd een grote televisieshow gehouden waaraan verschillende artiesten deelnamen, terwijl in andere jaren de artiest al intern gekozen was en alleen het lied nog gekozen moest worden. Dit laatste was het geval in 1993, 1994, 2007, 2009 en 2011. In 2010 was het lied al gecomponeerd en kon men kiezen tussen verschillende vertolkers. Vaak is er sprake van een vakjury, wiens punten gecombineerd worden met de stemmen van de kijkers. In 2010 kwamen het publiek en de vakjury er niet uit. De componist van het lied, Pierre Kartner, moest toen tegen zijn wil in zelf de vertolker van het lied kiezen, waarbij hij na enige twijfel koos voor Sieneke.
Sinds 2013 worden de Nederlandse inzendingen (zowel de artiest als het lied) helemaal intern gekozen. In 1980 en 2008 werd de Nederlandse inzending eveneens door een interne commissie geselecteerd. In 1961 en 1963 werd het Nationaal Songfestival niet op televisie uitgezonden vanwege een staking. In 1985, 1991, 1995 en 2002 werd er helemaal geen nationale voorronde gehouden omdat Nederland in die jaren niet meedeed aan het Eurovisiesongfestival.
Soms worden ook de liedjes die niet winnen en dus niet worden ingezonden worden voor het Eurovisiesongfestival, een succes. Nederland werd driemaal uitgeroepen tot winnaar van het OGAE Second Chance Contest.

## Televisiecommentatoren

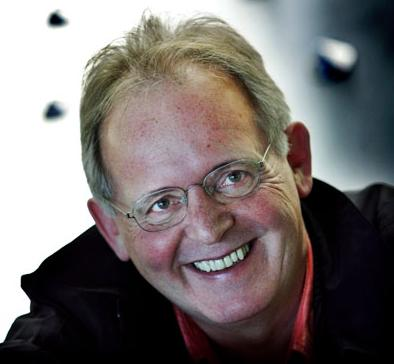
Willem van Beusekom gaf 17 keer het Nederlands commentaar

Het Nederlandse commentaar is lang in handen geweest van Willem van Beusekom. Hij gaf zeventien keer het Nederlands commentaar. Tussen 2004 en 2010 was Cornald Maas de commentator, maar de TROS beëindigde de samenwerking met Maas nadat deze een voor de TROS onacceptabel Twitterbericht had verstuurd. Maas werd vervangen door Jan Smit, maar keerde terug in 2014, als vervanger voor Daniël Dekker.
Een overzicht van de Nederlandse commentatoren door de jaren heen.
| Jaar | Commentator                                |
| ---- | ------------------------------------------ |
| 1956 | Piet te Nuyl                               |
| 1957 | Piet te Nuyl                               |
| 1958 | Siebe van der Zee                          |
| 1959 | Piet te Nuyl                               |
| 1960 | Piet te Nuyl                               |
| 1961 | Piet te Nuyl                               |
| 1962 | Willem Duys                                |
| 1963 | Willem Duys                                |
| 1964 | Ageeth Scherphuis                          |
| 1965 | Teddy Scholten                             |
| 1966 | Teddy Scholten                             |
| 1967 | Leo Nelissen                               |
| 1968 | Elles Berger                               |
| 1969 | Pim Jacobs                                 |
| 1970 | Pim Jacobs                                 |
| 1971 | Pim Jacobs                                 |
| 1972 | Pim Jacobs                                 |
| 1973 | Pim Jacobs                                 |
| 1974 | Willem Duys                                |
| 1975 | Willem Duys                                |
| 1976 | Willem Duys                                |
| 1977 | Ati Dijckmeester                           |
| 1978 | Willem Duys                                |
| 1979 | Willem Duys                                |
| 1980 | Pim Jacobs                                 |
| 1981 | Pim Jacobs                                 |
| 1982 | Pim Jacobs                                 |
| 1983 | Willem Duys                                |
| 1984 | Ivo Niehe                                  |
| 1985 | Gerrit den Braber                          |
| 1986 | Leo van der Goot                           |
| 1987 | Willem van Beusekom                        |
| 1988 | Willem van Beusekom                        |
| 1989 | Willem van Beusekom                        |
| 1990 | Willem van Beusekom                        |
| 1991 | Songfestival niet uitgezonden in Nederland |
| 1992 | Willem van Beusekom                        |
| 1993 | Willem van Beusekom                        |
| 1994 | Willem van Beusekom                        |
| 1995 | Paul de Leeuw                              |
| 1996 | Willem van Beusekom                        |
| 1997 | Willem van Beusekom                        |
| 1998 | Willem van Beusekom                        |
| 1999 | Willem van Beusekom                        |
| 2000 | Willem van Beusekom                        |
| 2001 | Willem van Beusekom                        |
| 2002 | Willem van Beusekom                        |
| 2003 | Willem van Beusekom                        |
| 2004 | Willem van Beusekom & Cornald Maas         |
| 2005 | Willem van Beusekom & Cornald Maas         |
| 2006 | Paul de Leeuw & Cornald Maas               |
| 2007 | Paul de Leeuw & Cornald Maas               |
| 2008 | Cornald Maas                               |
| 2009 | Cornald Maas                               |
| 2010 | Cornald Maas & Daniël Dekker               |
| 2011 | Daniël Dekker & Jan Smit                   |
| 2012 | Daniël Dekker & Jan Smit                   |
| 2013 | Daniël Dekker & Jan Smit                   |
| 2014 | Cornald Maas & Jan Smit                    |
| 2015 | Cornald Maas & Jan Smit                    |
| 2016 | Cornald Maas & Jan Smit                    |
| 2017 | Cornald Maas & Jan Smit                    |
| 2018 | Cornald Maas & Jan Smit                    |
| 2019 | Cornald Maas & Jan Smit                    |
| 2020 | Geen Songfestival                          |
| 2021 | Cornald Maas & Sander Lantinga             |
| 2022 | Cornald Maas & Jan Smit                    |
| 2023 | Cornald Maas & Jan Smit                    |
| 2024 | Cornald Maas & Jacqueline Govaert          |
| 2025 | Cornald Maas                               |

In 1985 en 1991 is het Eurovisiesongfestival vanwege Dodenherdenking niet op de Nederlandse televisie uitgezonden. Nederland nam toen ook niet deel aan het festival. In 1985 was het Songfestival alleen te zien via het satellietproject Olympus. Deze uitzending vond plaats in de ochtend na het festival en werd van commentaar voorzien door Gerrit den Braber.
In 1995 gaf Paul de Leeuw het commentaar en veroorzaakte commotie door zich zeer negatief uit te laten over de Israëlische inzending "Amen" van Liora Simon en daardoor verzuimde het liedje uit Malta aan te kondigen. Hij vond het Israëlische liedje een 'kutnummer' en dacht 'dat de hele familie Binnendijk als een gek op tafel staat te jubelen'.
In 2016 kwam Douwe Bob voor Nederland in actie in de eerste halve finale, om vervolgens tijdens de tweede halve finale samen met Jan Smit en Cornald Maas het commentaar te verzorgen. Hij kondigde de inzending van Litouwen aan en ging daarna terug naar zijn (tijdelijke) café, "The Bar", in Stockholm.

## Puntengevers

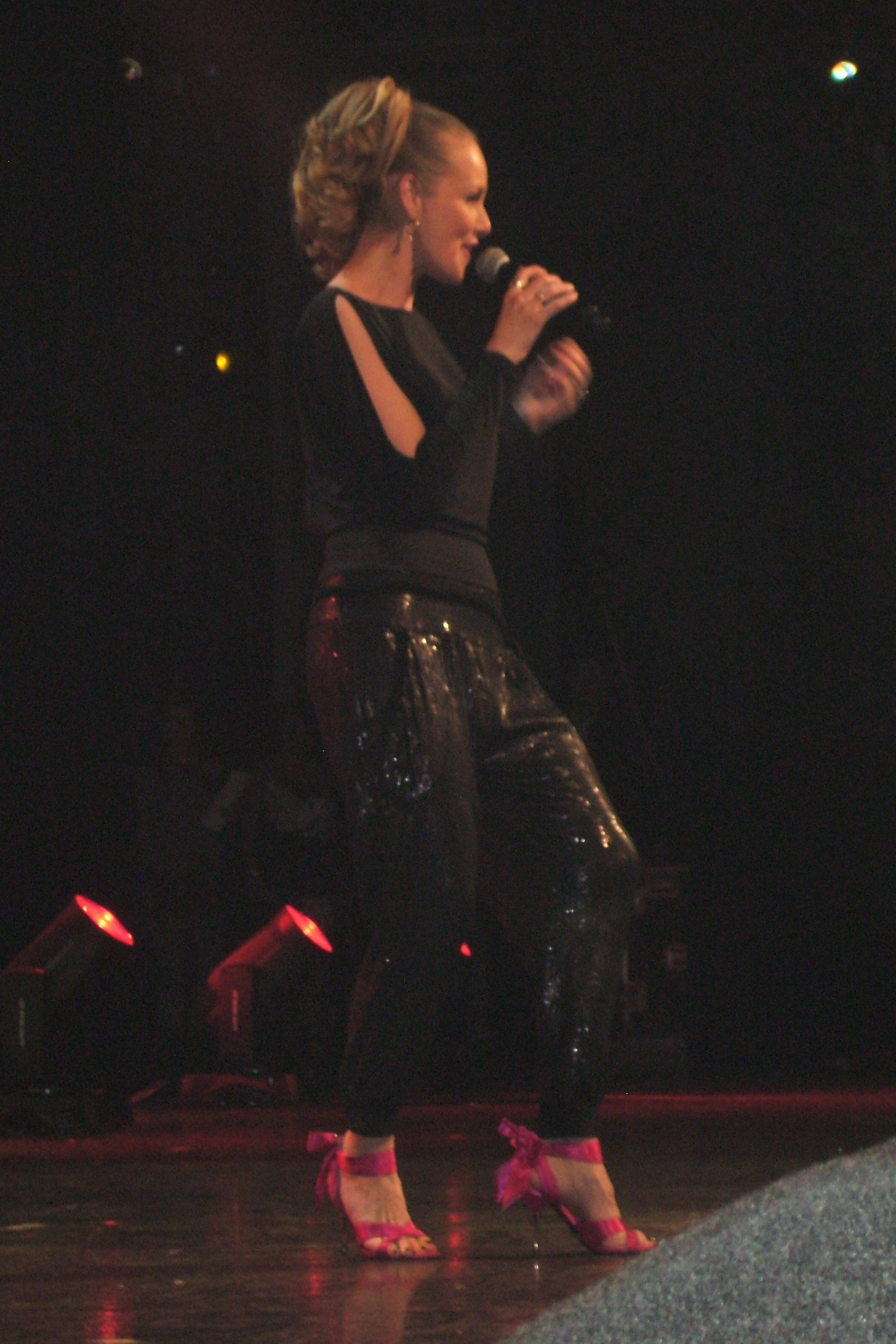
Na haar deelname in 1999 las Marlayne drie keer de Nederlandse punten voor. Zij heeft het vaakst deze taak namens Nederland verricht

Sinds 1994 worden de punten per communicatiesatelliet doorgegeven. De woordvoerders worden vanaf dan ook in beeld gebracht. De personen die namens de Nederlandse jury's en televoters de punten hebben voorgelezen, zijn meestal oud-deelnemers of televisiepersoonlijkheden. 
- 1994: Joop van Os, journalist
- 1996: Marga Bult, deelneemster in 1987
- 1997: Corry Brokken, deelneemster in 1956, 1957 en 1958, presentatrice in 1976
- 1998: Conny Vandenbos, deelneemster in 1965
- 1999: Edsilia Rombley, deelneemster in 1998 & 2007
- 2000, 2001, 2003: Marlayne, deelnemer in 1999
- 2004: Esther Hart, deelneemster in 2003
- 2005: Nance Coolen, presentatrice van het Nationaal Songfestival
- 2006, 2007: Paul de Leeuw, presentator van het Nationaal Songfestival
- 2008: Esther Hart, deelneemster in 2003
- 2009, 2010: Yolanthe Cabau van Kasbergen, televisiepersoonlijkheid en presentatrice van het Nationaal Songfestival
- 2011: Mandy Huydts, deelneemster in 1986 als lid van Frizzle Sizzle
- 2012: Vivienne van den Assem, copresentatrice van het Nationaal Songfestival
- 2013: Cornald Maas, commentator van 2004 tot 2010 en vanaf 2014 tot heden
- 2014: Tim Douwsma, presentator Songfestival Top 25 en deelnemer aan het Nationaal Songfestival 2012
- 2015: Edsilia Rombley, deelneemster in 1998 en 2007
- 2016: Trijntje Oosterhuis, deelneemster in 2015
- 2017: Douwe Bob, deelnemer in 2016
- 2018: OG3NE, deelneemsters in 2017
- 2019: Emma Wortelboer, startte een campagne bij De Wereld Draait Door om dit jaar de punten te mogen geven
- 2021: Romy Monteiro, presentatrice, viel in voor Duncan Laurence, omdat hij corona had.
- 2022: Jeangu Macrooy, deelnemer in 2021
- 2023: S10, deelneemster in 2022
- 2024: Nikkie de Jager, presentatrice van het Eurovisiesongfestival 2021[a]
- 2025: Chantal Janzen, (musical)actrice, presentatrice, zangeres en televisieproducent

Vanaf de puntentelling van 2006 mochten de woordvoerders alleen nog de hoogste drie punten voorlezen. Paul de Leeuw las in 2006 echter als enige ook in rap tempo de punten van 1 tot en met 7 voor. Daarnaast begroette hij presentator Sakis Rouvas met kalisperma in plaats van het Griekse kalispera, sprak hij Sakis aan als Tzatziki en gaf hij hem zijn telefoonnummer. Hij vond tevens dat het presentatieduo op Will & Grace leek. In 2007 mocht De Leeuw opnieuw de punten voor Nederland voorlezen, maar hij had een waarschuwing gekregen van de EBU. Als hij in beeld verschijnt, wordt hij door de mensen in de zaal herkend en hij krijgt applaus. Hoewel hij dit jaar de punten op een beleefdere manier voorleest, vergelijkt hij de Servische deelneemster met Kelly Osbourne. Voor de 12 punten heeft hij een verrassing in petto. De in de halve finale uitgeschakelde Edsilia Rombley verschijnt in beeld en roept dat de 12 punten voor Turkije zijn.
In 2011 mocht Mandy Huydts namens Nederland de punten doorgeven. Toen de twaalf punten naar Denemarken gingen, reageerde de leadzanger van A Friend in London met de woorden: "I want to fuck you!". De uitspraak leidde in Denemarken tot enige ophef.
Zanger en acteur Tim Douwsma, die in 2014 namens Nederland de punten door mocht geven, kreeg na zijn verschijning op de Europese televisie massaal liefdesverklaringen van over de hele wereld en was tijdelijk "trending topic" op Twitter. Hij werd door heel Europa bekend als the hot Dutch guy.
Toen Edsilia Rombley in 2015 de punten uitreikte, droeg ze daarbij de beruchte en gewaagde 'scheurjurk' die haar schoonzus Trijntje Oosterhuis enkele dagen daarvoor uiteindelijk toch niet had aangetrokken in de halve finale van het festival.
Emma Wortelboer mocht in 2019 de 12 punten van de Nederlandse jury bekendmaken. Voordat ze dat deed bedankte ze de presentatoren voor de geweldige show en de Auto-Tune van Madonna, die die avond een vals optreden gaf tijdens haar intervalact.
Duncan Laurence zou in 2021 de Nederlandse 12 punten bekend maken, maar aangezien hij een paar dagen voor de finale corona opliep werden die gegeven door Romy Monteiro.  Voordat Romy de 12 punten aan Frankrijk gaf, sprak ze kort Duncan toe waarbij ze hem beterschap wenste.
Nikkie de Jager zou in 2024 de Nederlandse 12 punten bekend maken, maar omdat Joost Klein dat jaar werd gediskwalificeerd trok ze zich terug. Ze vond het niet gepast om dan de 12 punten voor Nederland bekend te maken vanuit Leeuwarden. De punten werden bekendgemaakt door de Executive Supervisor van het Eurovisie Songfestival 2024: Martin Österdahl. Tijdens het uitreiken van de punten kwam er veel boe-geroep en gejoel vanuit de Malmö Arena richting Österdahl, in verband met het diskwalificeren van de Nederlandse act.

## Dirigenten

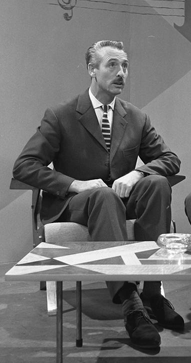
Dolf van der Linden was dertien keer de Nederlandse dirigent op het Eurovisiesongfestival

Tot en met het songfestival van 1998 werden de liedjes met een live orkest ten gehore gebracht. De dirigenten bij de Nederlandse inzendingen waren:
- Fernando Paggi 1956
- Dolf van der Linden 1957-1962, 1964-1968, 1970-1971
- Eric Robinson 1963
- Frans de Kok 1969
- Harry van Hoof 1972-1979, 1986, 1988-1990, 1992-1994
- Rogier van Otterloo 1980-1982, 1984, 1987
- Piet Souer 1983
- Dick Bakker 1996-1998

De Zwitserse dirigent Fernando Paggi dirigeerde in 1956 ook de beide inzendingen van Nederland en Duitsland, omdat deze landen geen eigen dirigent naar Lugano afgevaardigd hadden.
In 1963 stuurde Nederland geen dirigent mee naar het Songfestival, maar werd de Nederlandse inzending gedirigeerd door de Brit Eric Robinson.
In 1969 was Dolf van der Linden niet betrokken bij het Eurovisiesongfestival en de Nederlandse preselectie. De reden van zijn afwezigheid is niet precies duidelijk. Mogelijk trok hij zich terug omdat het Songfestival dat jaar plaatsvond in het dictatoriale Spanje onder Franco. Zijn plaats werd ingenomen door Frans de Kok. Het jaar daarop nam Van der Linden zijn plaats weer in.

## Nederlandse kijkcijfers

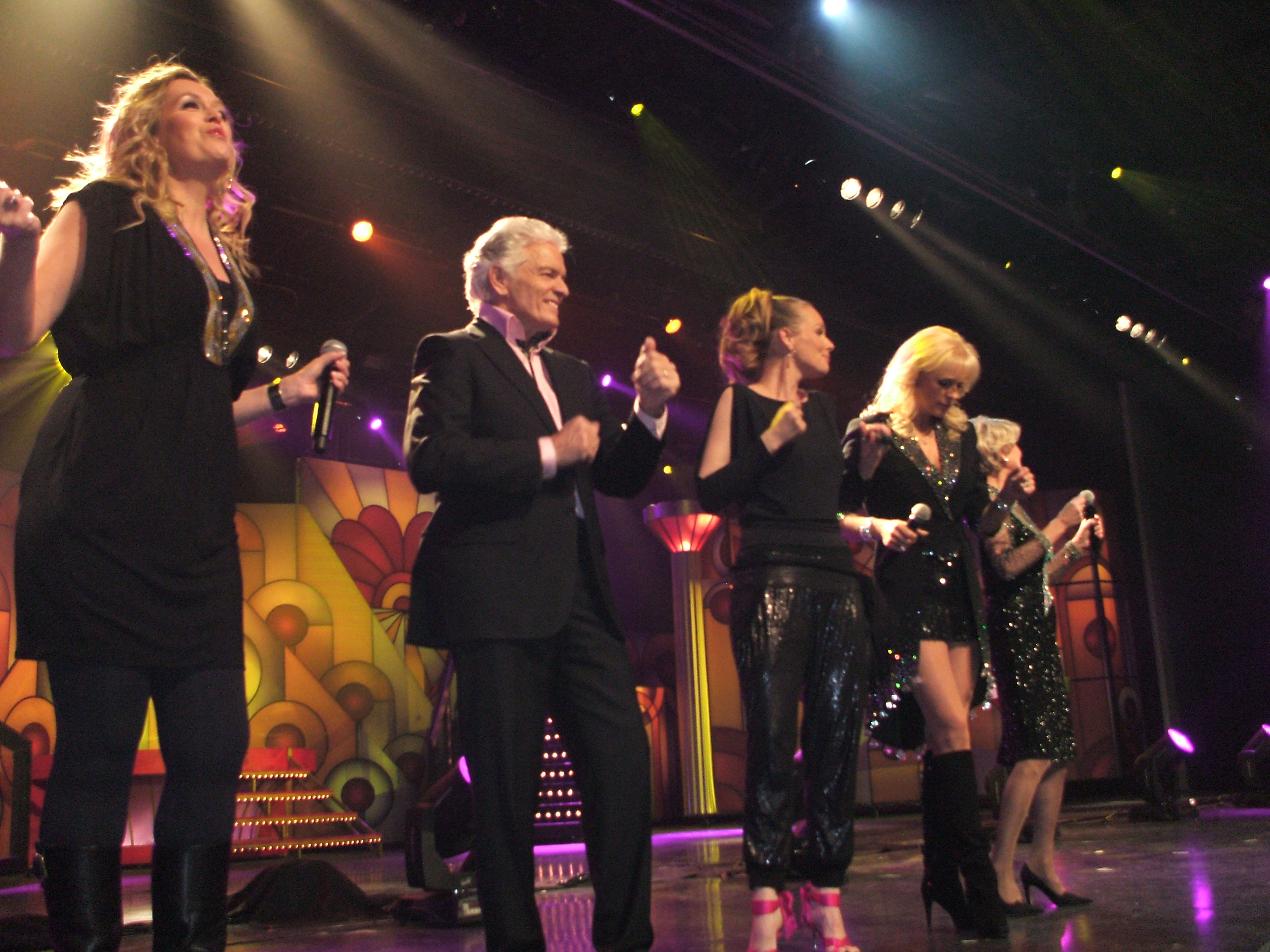
Vijf Nederlandse Songfestivaldeelnemers uit vijf decennia: Esther Hart (2003), Ben Cramer (1973), Marlayne (1999), Marga Bult (1987) en Anneke Grönloh (1964)

Kijkcijfers via de Nederlandse Stichting KijkOnderzoek (SKO)
| Halve finales: 2004, 12 mei (deelname Re-union): 1.630.000 2005, 19 mei (deelname Glennis Grace): 1.631.000 2006, 18 mei (deelname Treble): 1.449.000 2007, 10 mei (deelname Edsilia Rombley): 1.645.000 2008, 20 mei (deelname Hind): 1.777.000 2009, 14 mei (deelname Toppers): 2.492.000 2010, 27 mei (deelname Sieneke): 2.452.000 2011, 12 mei (deelname 3JS): 2.012.000 2012, 24 mei (deelname Joan Franka): 2.119.000 2013, 14 mei (deelname Anouk): 3.769.000 2014, 6 mei (deelname The Common Linnets): 3.299.000 2015, 19 mei (deelname Trijntje Oosterhuis): 3.391.000 2016, 10 mei (deelname Douwe Bob): 2.916.000 2017, 11 mei (deelname OG3NE): 2.451.000 2018, 10 mei (deelname Waylon): 2.643.000 2019, 16 mei (deelname Duncan Laurence): 3.015.000 2021, niet in de halve finales 2022, 10 mei (deelname S10): 2.294.000 2023, 9 mei (deelname Mia Nicolai & Dion Cooper): 2.124.000 2024, 9 mei (deelname Joost Klein): 3.052.000 2025, 13 mei (deelname Claude): 2.336.000 | Finales: 2003 (deelname Esther Hart): 3.836.000 2004 (deelname Re-union): 2.950.000 2005 (niet in de finale): 1.247.000 2006 (niet in de finale): 1.336.000 2007 (niet in de finale): 915.000 2008 (niet in de finale): 753.000 2009 (niet in de finale): 1.333.000 2010 (niet in de finale): 1.245.000 2011 (niet in de finale): 1.216.000 2012 (niet in de finale): 1.063.000 2013 (deelname Anouk): 4.890.000 2014 (deelname The Common Linnets): 5.149.000 2015 (Nederland niet in de finale): 1.995.000 2016 (deelname Douwe Bob): 4.286.000 2017 (deelname OG3NE): 4.067.000 2018 (deelname Waylon): 3.021.000 2019 (deelname Duncan Laurence): 4.409.000 2021 (deelname Jeangu Macrooy): 5.441.000 2022 (deelname S10): 3.090.000 2023 (niet in de finale): 1.846.000 2024 (Joost Klein gediskwalificeerd voor de finale): 2.166.000 2025 (deelname Claude): 6.549.000 |

## Gegeven en gekregen punten
In de periode 1957-2025. Punten uit halve finales zijn in deze tabellen niet meegerekend. Vanaf 2016 zijn de punten van de jury en de televoting apart van elkaar opgeteld bij het huidige aantal punten.
| Plaats | Land                  | Punten |
| ------ | --------------------- | ------ |
| 1      | Zweden                | 228    |
| 2      | Frankrijk             | 206    |
| 3      | België                | 203    |
| 3      | Zwitserland           | 203    |
| 5      | Israël                | 179    |
| 6      | Duitsland             | 173    |
| 7      | Verenigd Koninkrijk   | 167    |
| 8      | Ierland               | 159    |
| 9      | Noorwegen             | 157    |
| 10     | Denemarken            | 142    |
| 11     | Turkije               | 132    |
| 12     | Portugal              | 127    |
| 13     | Griekenland           | 124    |
| 14     | Italië                | 108    |
| 15     | Oostenrijk            | 104    |
| 16     | Spanje                | 103    |
| 17     | Finland               | 90     |
| 18     | Luxemburg             | 87     |
| 19     | Armenië               | 72     |
| 20     | IJsland               | 69     |
| 21     | Oekraïne              | 65     |
| 22     | Cyprus                | 60     |
| 23     | Malta                 | 59     |
| 24     | Estland               | 58     |
| 25     | Rusland               | 47     |
| 26     | Monaco                | 46     |
| 27     | Bosnië en Herzegovina | 45     |
| 28     | Polen                 | 42     |
| 29     | Australië             | 41     |
| 30     | Joegoslavië           | 40     |
| 31     | Servië                | 34     |
| 32     | Hongarije             | 33     |
| 33     | Kroatië               | 32     |
| 34     | Litouwen              | 31     |
| 35     | Azerbeidzjan          | 27     |
| 36     | Roemenië              | 20     |
| 37     | Bulgarije             | 19     |
| 38     | Tsjechië              | 18     |
| 39     | Moldavië              | 17     |
| 40     | Servië en Montenegro  | 14     |
| 41     | Letland               | 13     |
| 41     | Slovenië              | 13     |
| 43     | Noord-Macedonië       | 4      |
| 44     | Albanië               | 3      |
| 45     | Georgië               | 2      |
| 46     | Andorra               | 0      |
| 46     | Marokko               | 0      |
| 46     | Montenegro            | 0      |
| 46     | San Marino            | 0      |
| 46     | Slowakije             | 0      |
| 46     | Wit-Rusland           | 0      |

| Plaats | Land                  | Punten |
| ------ | --------------------- | ------ |
| 1      | België                | 204    |
| 2      | Frankrijk             | 165    |
| 3      | Ierland               | 161    |
| 4      | Zwitserland           | 155    |
| 4      | Duitsland             | 155    |
| 6      | Oostenrijk            | 150    |
| 7      | Noorwegen             | 148    |
| 8      | Spanje                | 136    |
| 9      | Zweden                | 135    |
| 10     | Portugal              | 124    |
| 11     | Israël                | 123    |
| 12     | Verenigd Koninkrijk   | 114    |
| 13     | Finland               | 110    |
| 14     | Denemarken            | 106    |
| 15     | Italië                | 99     |
| 16     | IJsland               | 93     |
| 17     | Luxemburg             | 89     |
| 18     | Griekenland           | 84     |
| 19     | Turkije               | 76     |
| 20     | Slovenië              | 68     |
| 21     | Joegoslavië           | 67     |
| 21     | Malta                 | 67     |
| 23     | Polen                 | 63     |
| 24     | Hongarije             | 62     |
| 25     | Estland               | 61     |
| 26     | Litouwen              | 60     |
| 27     | Cyprus                | 47     |
| 28     | Roemenië              | 45     |
| 29     | Letland               | 41     |
| 30     | Kroatië               | 38     |
| 31     | Monaco                | 33     |
| 32     | Armenië               | 32     |
| 32     | Tsjechië              | 32     |
| 32     | Georgië               | 32     |
| 35     | Noord-Macedonië       | 28     |
| 36     | Albanië               | 27     |
| 37     | San Marino            | 24     |
| 38     | Wit-Rusland           | 23     |
| 39     | Australië             | 22     |
| 39     | Rusland               | 22     |
| 39     | Oekraïne              | 22     |
| 42     | Bosnië en Herzegovina | 18     |
| 43     | Servië                | 15     |
| 44     | Bulgarije             | 14     |
| 44     | Azerbeidzjan          | 14     |
| 46     | Moldavië              | 10     |
| 47     | Montenegro            | 9      |
| 48     | Slowakije             | 6      |
| 49     | Andorra               | 0      |
| 49     | Marokko               | 0      |
| 49     | Servië en Montenegro  | 0      |
| 49     | Rest of the World     | 0      |

### Twaalf punten gegeven aan Nederland
| Aantal | Land                | Wanneer                              |
| ------ | ------------------- | ------------------------------------ |
| 5      | België              | 1998, 1999, 2013, 2018 (t), 2019 (t) |
| 3      | Frankrijk           | 1980, 1987, 2019 (j)                 |
| 3      | Oostenrijk          | 1980, 1996, 2017 (j)                 |
| 3      | Israël              | 1975, 1978, 2019 (j)                 |
| 2      | Hongarije           | 1998, 2014                           |
| 2      | IJsland             | 2014, 2016 (j)                       |
| 2      | Letland             | 2014, 2019 (j)                       |
| 2      | Litouwen            | 2014, 2019 (j)                       |
| 2      | Luxemburg           | 1980, 1988                           |
| 2      | Noorwegen           | 1975, 2014                           |
| 2      | Roemenië            | 2017 (j), 2019 (t)                   |
| 2      | Zweden              | 1975, 2019 (j)                       |
| 1      | Duitsland           | 2014                                 |
| 1      | Estland             | 2014                                 |
| 1      | Griekenland         | 1988                                 |
| 1      | Ierland             | 1993                                 |
| 1      | Italië              | 2022 (j)                             |
| 1      | Malta               | 1975                                 |
| 1      | Polen               | 2014                                 |
| 1      | Portugal            | 2019 (j)                             |
| 1      | Spanje              | 1975                                 |
| 1      | Turkije             | 1980                                 |
| 1      | Verenigd Koninkrijk | 1975                                 |
| 1      | Zwitserland         | 1983                                 |

(j) = vakjury; (t) = televoting

### Twaalf punten gegeven door Nederland
(Vetgedrukte landen waren ook de winnaar van dat jaar.)
| Jaar | Land                | Jaar | Land                | Jaar | Land                     | Jaar | Land                         |
| ---- | ------------------- | ---- | ------------------- | ---- | ------------------------ | ---- | ---------------------------- |
| 1975 | Luxemburg           | 1989 | Denemarken          | 2003 | Turkije                  | 2017 | Portugal (j&t)               |
| 1976 | Frankrijk           | 1990 | Frankrijk           | 2004 | Turkije                  | 2018 | Duitsland (j&t)              |
| 1977 | België              | 1991 | Geen deelname       | 2005 | Turkije                  | 2019 | Zweden (j) Noorwegen (t)     |
| 1978 | Israël              | 1992 | Italië              | 2006 | Turkije                  | 2021 | Frankrijk (j&t)              |
| 1979 | Frankrijk           | 1993 | Portugal            | 2007 | Turkije                  | 2022 | Griekenland (j) Oekraïne (t) |
| 1980 | Duitsland           | 1994 | Ierland             | 2008 | Armenië                  | 2023 | Zweden (j) Finland (t)       |
| 1981 | Verenigd Koninkrijk | 1995 | Geen deelname       | 2009 | Noorwegen                | 2024 | Zwitserland (j) Israël (t)   |
| 1982 | Cyprus              | 1996 | Ierland             | 2010 | Armenië                  | 2025 | Oostenrijk (j) Israël (t)    |
| 1983 | Israël              | 1997 | Verenigd Koninkrijk | 2011 | Denemarken               |      |                              |
| 1984 | Frankrijk           | 1998 | Duitsland           | 2012 | Zweden                   |      |                              |
| 1985 | Geen deelname       | 1999 | Duitsland           | 2013 | België                   |      |                              |
| 1986 | Zwitserland         | 2000 | Turkije             | 2014 | Oostenrijk               |      |                              |
| 1987 | Ierland             | 2001 | Estland             | 2015 | België                   |      |                              |
| 1988 | Denemarken          | 2002 | Geen deelname       | 2016 | Australië (j) België (t) |      |                              |

(j) = vakjury; (t) = televoting

## Fotogalerij

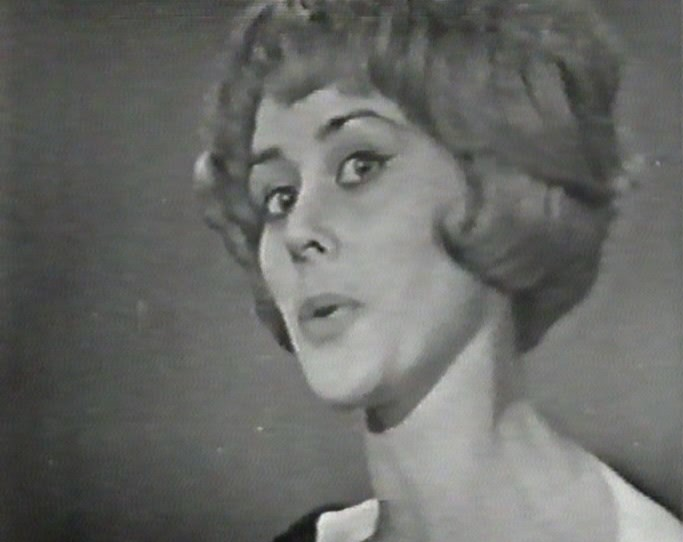
Conny Vandenbos in Napels (1965)
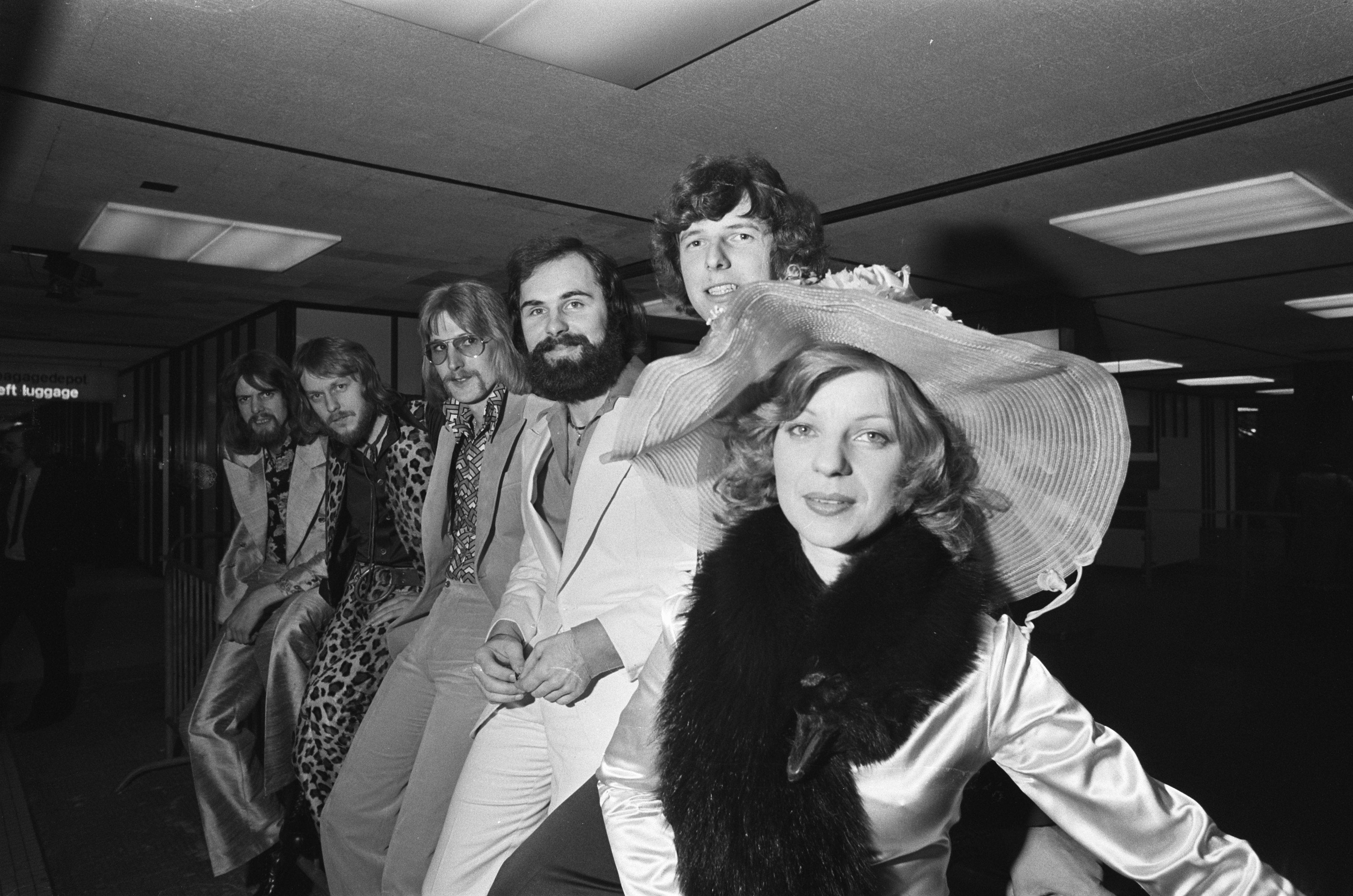
Teach-In vertrekt vanaf Schiphol voor het Eurovisiesongfestival 1975
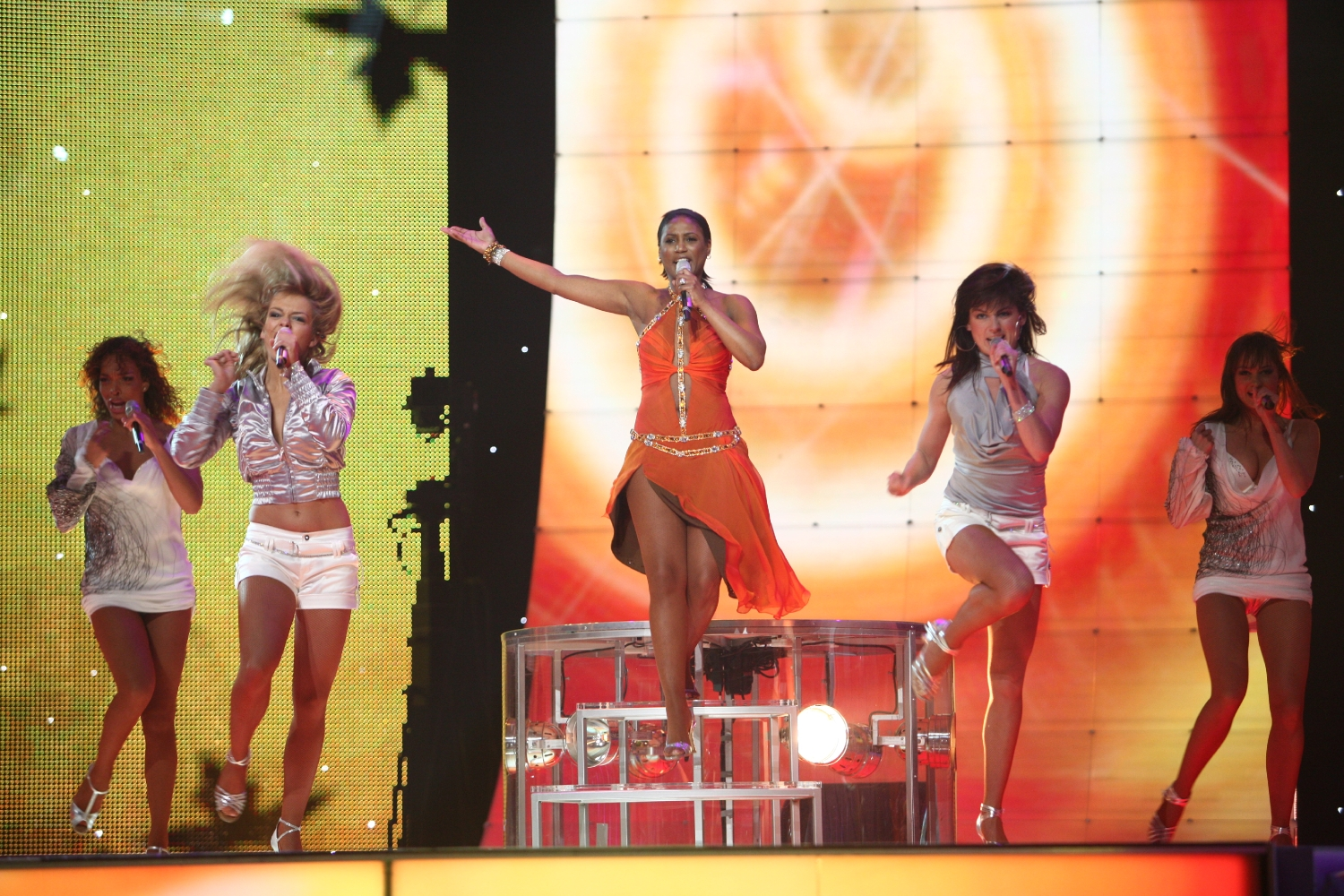
Edsilia Rombley in Helsinki (2007)
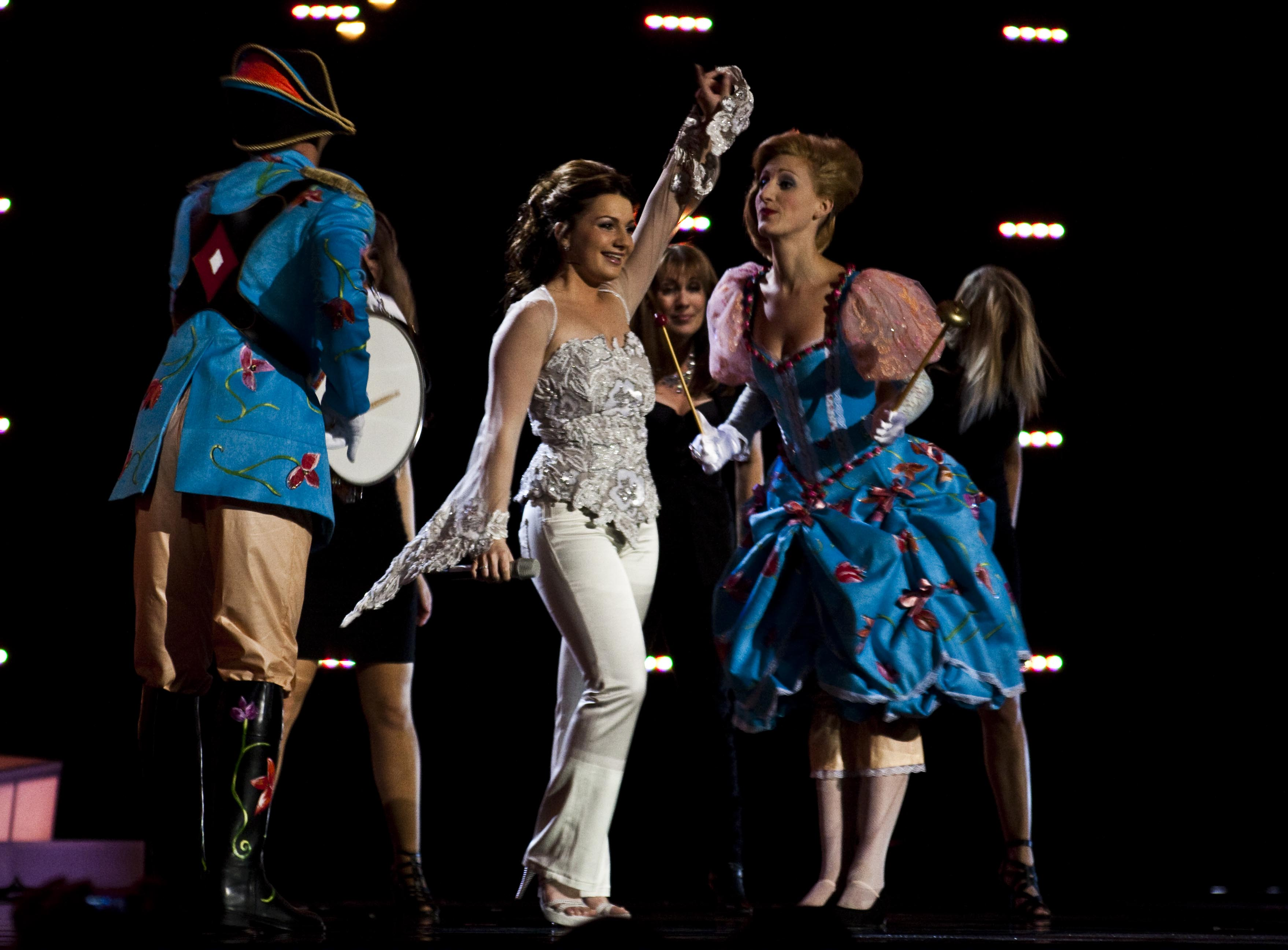
Sieneke in Oslo (2010)
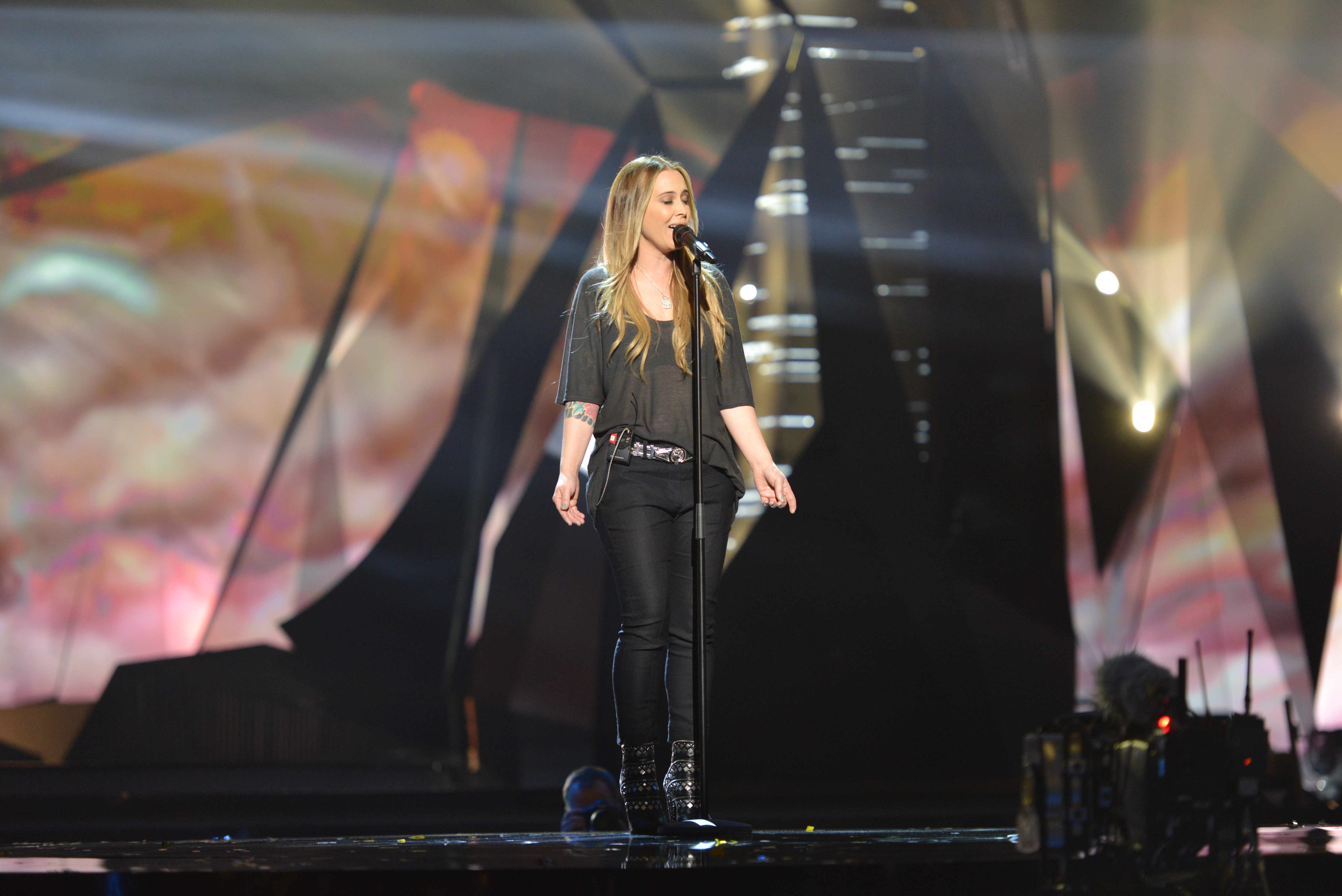
Anouk behaalde in Malmö voor het eerst in negen jaar de finale namens Nederland. (2013)
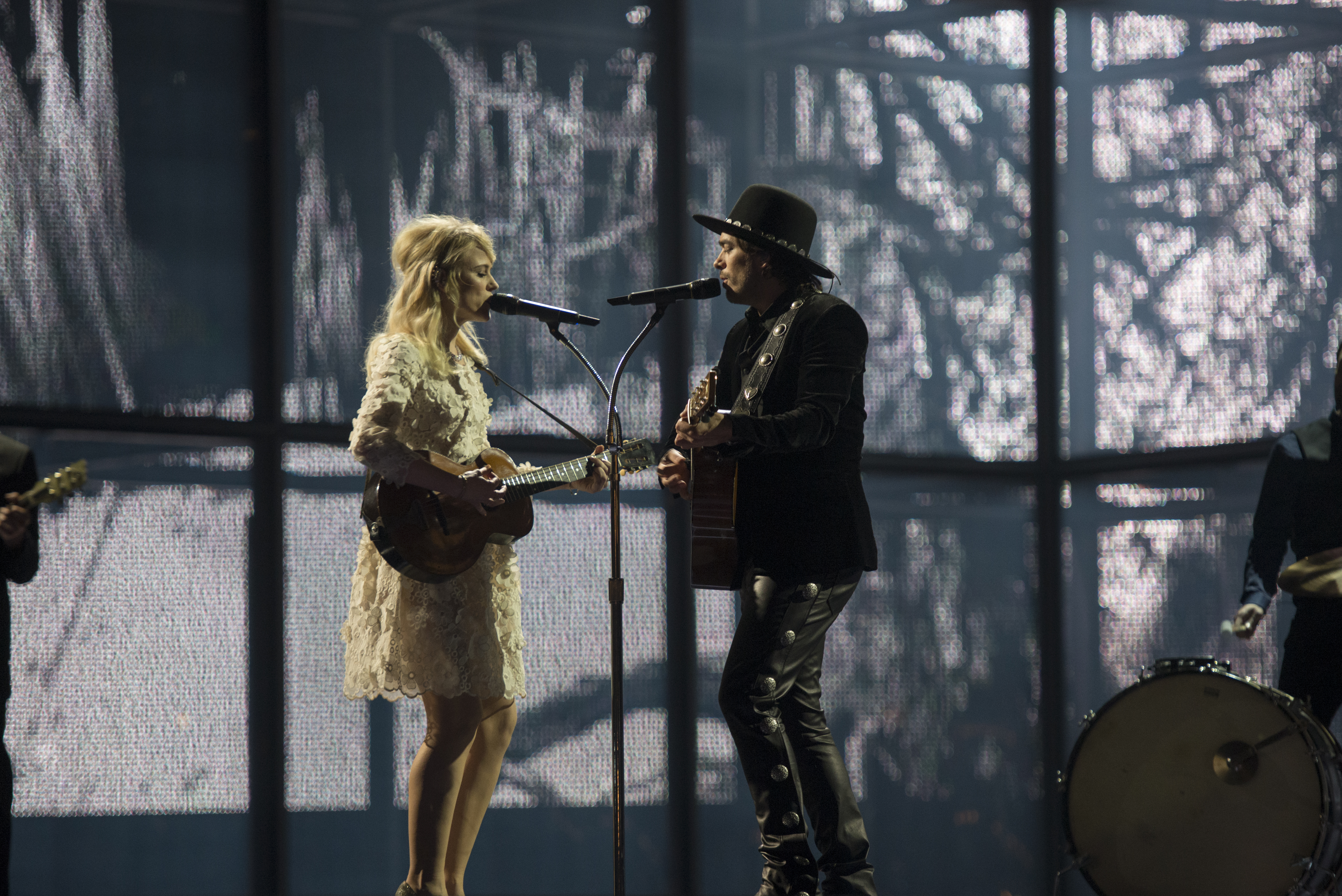
The Common Linnets werden namens Nederland tweede in Kopenhagen (2014)
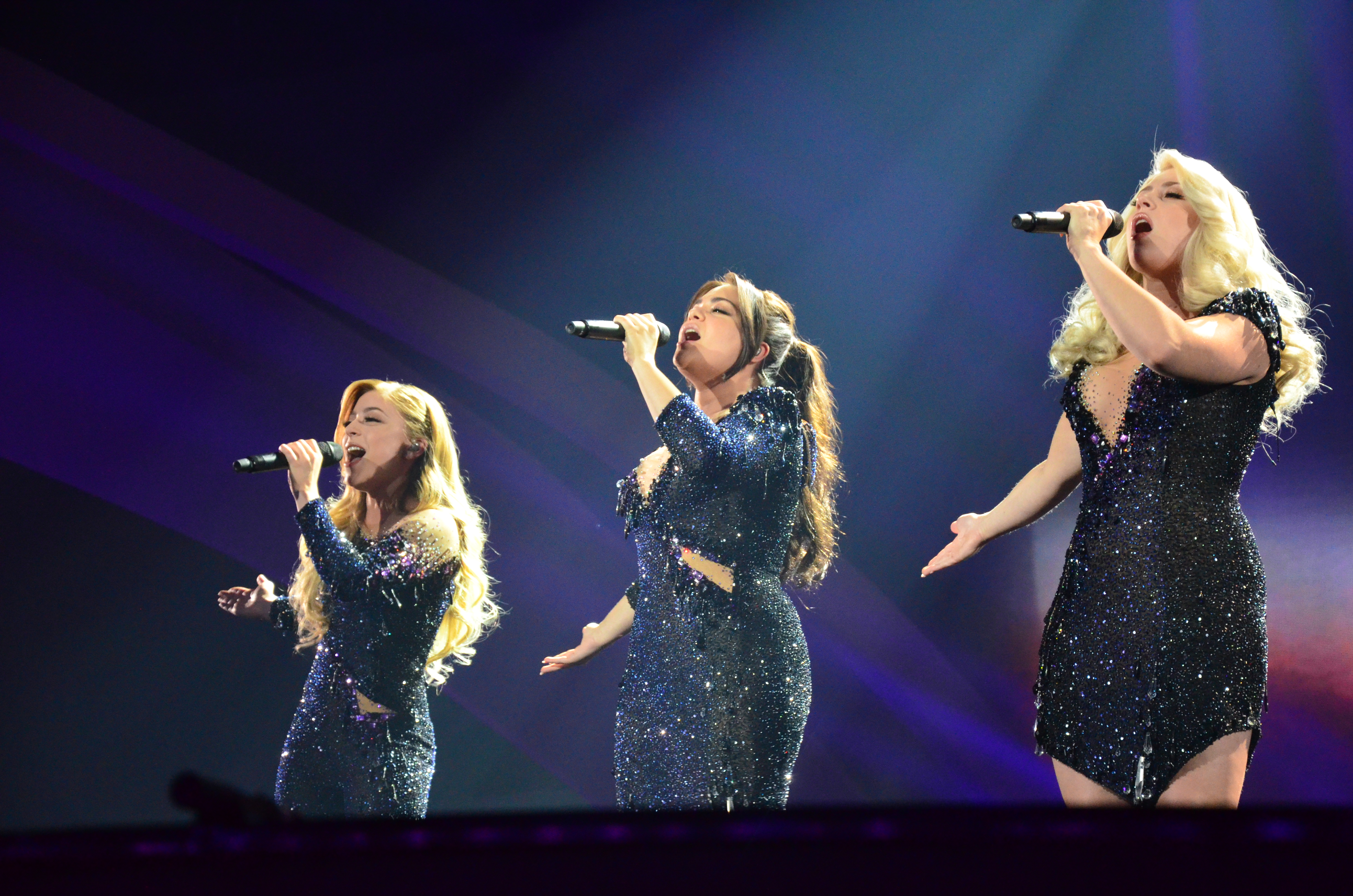
OG3NE in Kiev (2017)
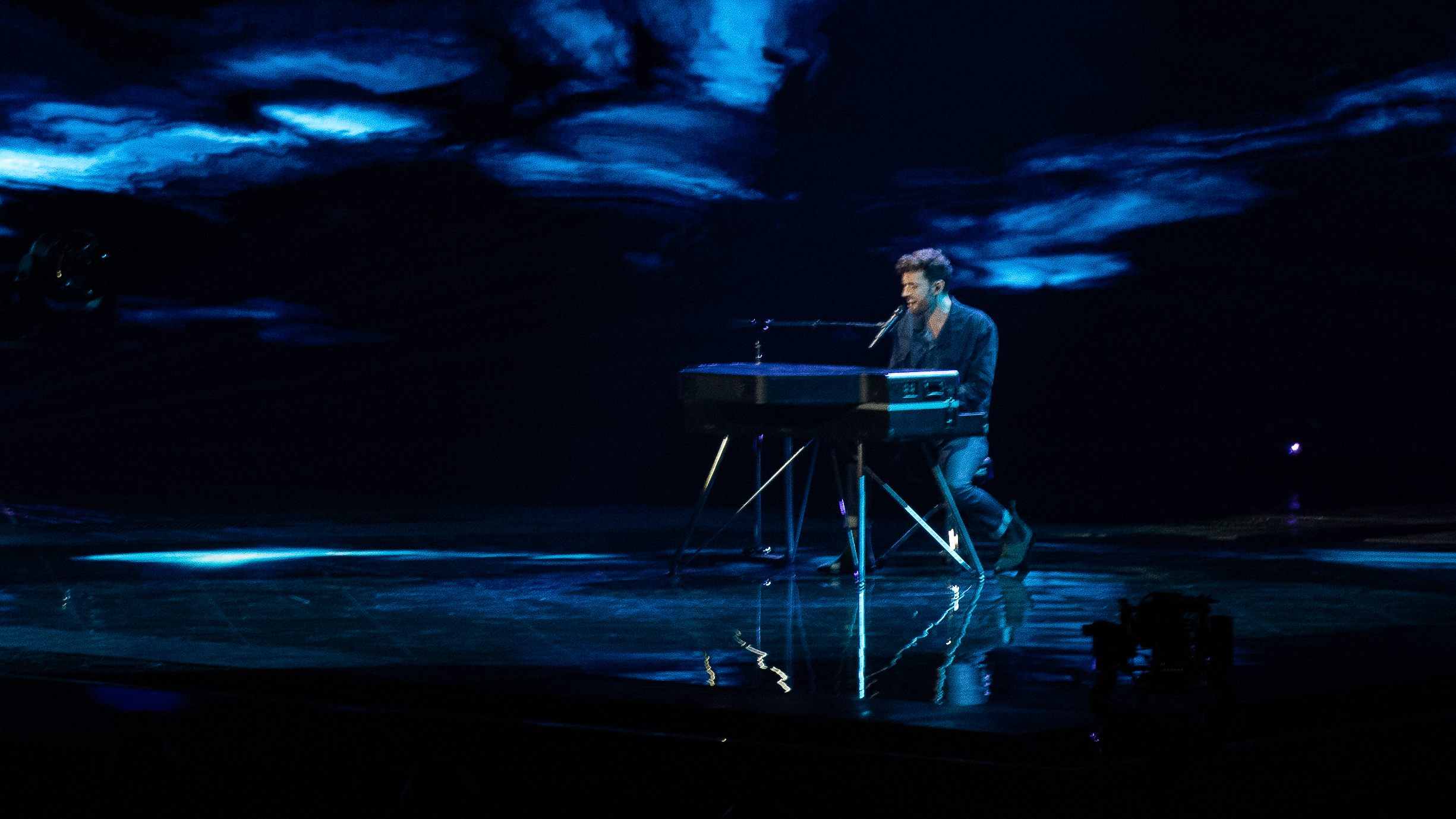
Duncan Laurence zorgde voor de eerste Nederlandse overwinning in 44 jaar (2019)